# Liga Nacional de Básquet 2020-21
La temporada 2020-2021 de la Liga Nacional de Básquet de Argentina, fue la trigésima séptima edición de la máxima división nacional de clubes. Inició el 4 de noviembre de 2020 con el formato de «burbujas» como respuesta a la pandemia de enfermedad por coronavirus tras la aprobación del Ministerio de Turismo y Deportes, según dispuso el Ministerio de Salud.
Los entrenamientos fueron aprobados el 23 de septiembre, mientras que la realización de la temporada fue aprobada el 2 de noviembre. El 4 de noviembre empezó la temporada, donde se puso en juego la Copa Osvaldo Arduh, en honor a la memoria de quien fuera entrenador de Atenas antes del comienzo de la temporada y quien falleció producto de haberse contagiado de coronavirus.
El 18 de noviembre y como respuesta a un brote de contagios que inició unos días antes, el Ministerio de Turismo y Deportes dispuso la suspensión de la temporada retirándole la libertad para realizar actividades a los planteles y demás auxiliares involucrados en la presente temporada. Se reanudó el 4 de diciembre con un cambio de formato.
El 7 de enero en una reunión de los presidentes de los clubes junto con la AdC se decidió implementar un «Final Four» entre los mejores equipos al cabo de la primera ronda para definir al campeón del Torneo Súper 20 de esta temporada.
El 8 de abril se definió el descenso de Bahía Basket, que perdió el segundo juego de la eliminatoria al mejor de tres ante Atenas, y así deja la competencia tras ocho años consecutivos. Por su parte, el conjunto cordobés salva la categoría por segunda ocasión.
El 15 de mayo se definió el campeón de la nueva edición, cuando San Lorenzo de Buenos Aires derrotó a Quimsa y logró el quinto campeonato consecutivo.

## Repercusiones de la pandemia
La pandemia de enfermedad por coronavirus y la larga cuarentena en Argentina crearon un marco de incertidumbre sobre los torneos profesionales de básquet en el país, llevando a muchos jugadores a emigrar a países donde los torneos comenzaron antes. Sumado a la agravada crisis económica que sufre el país, la situación llevó a los patrocinadores y clubes a destinar menos recursos económicos para esta temporada. Se puede citar el caso de Ferro de Buenos Aires que a mediados de año y en el marco de una asamblea interna del club anunció una rebaja del presupuesto destinado al básquet del 50%.
Por su parte, Libertad consideró la venta de la plaza por los graves problemas económicos pero como ningún otro equipo quiso comprar la plaza, valuada en 9 millones de pesos, el tigre continua en la máxima división.
A mediados de agosto, sin respuestas por parte de los organismos oficiales, circuló la posibilidad que la temporada se disputase con un formato similar a la «burbuja de Orlando», el formato que empleó la NBA para resolver la temporada 2019-2020. Esa posibilidad surgió a la vez que Gerardo Montenegro, presidente de la AdC, manifestó que el ministro de Turismo y Deportes, Matías Lammens, no dio respuesta alguna sobre cómo podrían reanudar el torneo. Ya para ese momento, agosto, se estaba considerando comenzar la competencia en noviembre.

Lamentablemente seguimos con un marco de incertidumbre, aún así desde La Liga venimos planificando la temporada 20/21 con distintos formatos, que expondremos en la próxima asamblea, a fines de este mes. Con Fabián Borro seguimos en la dulce espera de que el Ministro de Deportes nos reciba para poder habilitar los entrenamientos con los protocolos a cumplir y tomar las mejores decisiones para el inicio de temporada.
Para noviembre y diciembre deberíamos tener un formato de competencia en una burbuja y adaptar el torneo a esta organización y reservar los playoffs para la etapa en la que estaría la vacuna a disposición.
Gerardo Montenegro, presidente AdC.

A fines de agosto se reunieron Lammens y Borro, y se hizo más énfasis en el método de burbujas, la suspensión del Súper 20 y las dificultades de iniciar La Liga Argentina, la Liga de Desarrollo y el Torneo Federal. El plan para ese momento (21 de agosto) era que el deporte formalmente pueda arrancar en octubre con entrenamientos comunes (5 jugadores contra 5 jugadores); en cuanto a las burbujas, realizar la competencia con ese formato hasta que se pueda normalizar la situación.
El 31 de agosto en un comunicado oficial se divulgó el nuevo formato, confirmando los rumores que se venían manejando. La Liga se disputaría en dos zonas, norte y sur, y comenzando el 1 de noviembre de 2020. El sitio «basquetplus.com» consultó a los entrenadores sobre este nuevo formato y Osvaldo Arduh y Federico Fernández opinaron que el tiempo de preparación no es el adecuado para la exigencia que se pretende, alegando que disputar 18 partidos en 40 días es una sobrecarga para el jugador. Después, el resto señaló como positivo el regreso a la actividad.
El 8 de septiembre se aprobó la vuelta a los entrenamientos al aire libre para los clubes de la Liga Nacional. A esa altura se estaban llevando a cabo trámites para que las burbujas se realicen en Mar del Plata para la zona sur y Villa Carlos Paz para la zona norte. «El intendente de Carlos Paz está dispuesto a hacerlo, manifestó su voluntad y es una de las ciudades que menos contagios tiene en Córdoba. Hay infraestructura deportiva, hotelería... esa ciudad y Mar del Plata son las dos que más cierran ahora para hacer lo de las burbujas.» manifestó Gerardo Montenegro al medio basquetplus.com.
Respecto las burbujas, Juan Cavagliatto, vicepresidente de Instituto, se manifestó en favor de realizar ambas burbujas en Córdoba, una en el Estadio Ángel Sandrín, del equipo cordobés, y otra en la Arena Carlos Paz, en Villa Carlos Paz, mientras que Alejandro Amodeo, directivo de Peñarol dijo que estaban dadas las condiciones para realizar una burbuja en «la feliz» pero que «está complicada la ciudad ahora por la pandemia, el problema no es la burbuja». A mediados de mes se sumaron San Nicolás de los Arroyos, Buenos Aires y Corrientes, pero finalmente la organización se decantó por realizar las dos burbujas en la provincia de Córdoba. «Esperamos prontamente las autorizaciones correspondientes. El Jefe de Gabinete tiene a su firma la autorización a la vuelta de los entrenamientos y creemos que este mismo lunes será anunciado» anunció Fabián Borro, presidente de CABB, mientras que Gerardo Montenegro, presidente de la AdC, dijo «Las sedes de Córdoba y Carlos Paz son las convenientes para La Liga Nacional y, así mismo, nos permite presentarle a FIBA la burbuja de Selección».
Los entrenamientos fueron aprobados el 23 de septiembre por el Ministerio de Salud para aquellas «personas afectadas a la actividad de entrenamientos de la próxima Liga Nacional». Además, varios clubes ya había comenzado las prácticas grupales pues las reglamentaciones de cada provincia lo permitían, mientras que otros equipos tenían a sus jugadores entrenando individualmente.

Es un gran paso, sin descuidar que lo primordial es la salud. Necesitamos que nuestros equipos puedan trabajar bajo los protocolos y cuidados necesarios, y estén preparados para competir cuando la situación epidemiología nos garantice comenzar con la Liga Nacional.
Gerardo Montenegro, presidente de la AdC.

El 10 de octubre y por la situación epidemiológica de la provincia de Córdoba se decidió no realizar las burbujas en ese destino. El 25 de octubre y en una nota para la radio, Matías Lammens, Ministro de Turismo y Deporte de la Nación, manifestó que el torneo volvería a disputarse en noviembre y que la sede de las burbujas sería la Ciudad de Buenos Aires. Para ese entonces faltaba confirmar de manera oficial la vuelta pues no habían firmado el ministro de Salud ni el Jefe del Gabinete.
En noviembre y tras haberse oficializado la vuelta mediante la firma del jefe de gabinete, también se oficializó las sedes de la burbuja, ambas en Capital Federal, y también el formato, que fue modificado respecto al que se había anunciado previamente.

### Protocolo COVID-19
El protocolo COVID-19 es la respuesta que propuso la AdC junto con la CABB para el desarrollo de la práctica profesional durante la pandemia en Argentina. Es un informe de 17 páginas que incluye medidas a realizar en caso de volver a entrenar; en caso de requerir medios de transporte para los deportistas y el personal vinculado al cuerpo técnico, así como también para otros actores dentro del ambiente; medidas para el ingreso y egreso de las instalaciones; medidas para las instalaciones, sobre su sanitización; respecto la modalidad de entrenamiento sean grupales o colectivos, estos últimos los entrenamientos como eran antes de la pandemia.
El temario completo incluye los alcances de la normativa; información general; principios básicos; objetivos; características intrínsecas del deporte; ingreso y egreso de las instalaciones; instalaciones; recomendaciones para los distintos actores; definición y manejo de caso; modalidad de entrenamiento; recordatorios y atención kinesiológica.

### Venta de la plaza de Estudiantes Concordia
Otra repercusión importante fue la puesta en venta de la plaza de Estudiantes Concordia, que ante este marco de suspensión de actividades perdió la mayoría del apoyo económico. La venta de la plaza se hizo efectiva el 4 de septiembre y la AdC puso plazo hasta el 31 de agosto para que se concrete y el 6 de septiembre se especuló que Oberá Tenis Club compraría la plaza.
El 12 de septiembre la AdC informó que aprobó las negociaciones que mantenían ambas instituciones, confirmando así el interés de Oberá TC. Finalmente, el 19 de septiembre se confirmó el cambio de plazas, llegando así el equipo obereño a la máxima división, siendo el segundo de esa provincia en lograrlo tras el paso de Luz y Fuerza de Posadas en la temporada 1995-1996.

## Cambios reglamentarios
En el boletín oficial del 25 de agosto, la AdC publicó una serie de normas, algunas como respuesta a la pandemia, y otras para blanquear condiciones contractuales que los clubes mantenían con los jugadores. Dentro de las propuestas para el desarrollo de la temporada 2020-2021, siempre pendiente de la aprobación del estado, se encuentra la incorporación del protocolo COVID-19, además de oficializar el formato de burbujas y la división del torneo en dos conferencias (norte y sur) hasta el 20 de diciembre de 2020.
Respecto los cambios contractuales, la organización hizo público la existencia de dobles contratos entre jugadores e instituciones, un contrato era declarado ante la AdC y ante AFIP, el cual tenía un monto por un dinero tal que los impuestos que se pagasen eran aquellos atribuibles a una actividad de monotributo, mientras que existía un segundo contrato «en negro» por otro monto y con otras características. Según la nueva medida, se implementaría un único contrato, alcanzado por la ley y que pagase lo que correspondiese a ese contrato en impuestos, que sería revisado por una comisión de Control Presupuestario.
Otra novedad es la inclusión de un «libre de deuda» para jugadores extranjeros, herramienta que existía para jugadores nacionales pero no para los foráneos, quienes ante una falta por parte de las instituciones, solamente podían recurrir al Tribunal de Arbitraje de Baloncesto (BAT), como sucedió con San Lorenzo y con Ferro.

## Conflicto arbitral previo al inicio de la temporada
Antes de comenzar la temporada los árbitros llegaron a un convenio colectivo de trabajo donde se les reconocía como trabajadores agremiados y con el acuerdo de la CABB y la AdC. En dicho acuerdo se llegó a que las organizaciones garantizarían que todos los árbitros percibirían por encima del salario mínimo vital y móvil. El conflicto surgió cuando los árbitros interpretaron que cobrarían incluso cuando la temporada hubiese terminado, mientras que la organización negó que el convenio fuese así.
En este marco, y a 48 horas del inicio de la temporada, los árbitros decidieron ir a un paro. Como respuesta, la organización designó de igual manera los árbitros y, como no se presentaron, decidieron emplear los servicios de árbitros de otra confederación, árbitros de FEBAMBA, la asociación de Buenos Aires y alrededores.

Nosotros estamos resignando veinte meses de contrato en la última oferta que le hemos hecho a la AdC. El convenio establece que los contratos deben ser por 24 meses y que, durante los doce meses del año y los veinticuatro de contrato, la AdC nos tiene que dar trabajo. Y, durante los meses en los que ellos deciden que no nos van a dar trabajo porque no organizan competencias, nos tienen que pagar ese salario mínimo, vital y movil. Sólo en los que no haya competencia.
Cristian Díaz, Secretario General del Sindicato de Árbitros y Comisionados Técnicos de Básquetbol de Argentina (SARCOTEBA).

Las cuestiones pendientes de cualquier negociación a resolver debemos hacerlo en un marco de diálogo y ratifico que cuando vuelva a la normalidad aplicaremos el Convenio Colectivo que hemos firmamos y que debe ser homologado por el Ministerio de Trabajo.
Yo quiero dejar bien en claro que el Convenio colectivo fue firmado y será respetado pero tenemos un impedimento lógico para hacerlo ahora: solo fuimos autorizados a tener una competencia de dos meses. No podemos hacer un convenio de mayor extensión porque por ahora no está autorizado.
Gerardo Montenegro, presidente de la AdC.

El conflicto duró poco, sin embargo, las primeras dos fechas del torneo, encuentros de la zona norte, la arbitraron jueces de la asociación ex SADRA.

## Fallas y «explosión» de la burbuja; suspensión del torneo
Según informó Mauricio Codocea para el Diario Clarín, las burbujas venían presentando ciertas fallas. Las delegaciones se encontraban en los hoteles Howard Johnson Plaza porteño, ubicado en Lima 653, y el Ramada de Vicente López, sobre San Martín casi Libertador, ambos cerrados y solo habilitados para la gente afectada al desarrollo de la temporada. Según informó el periodista, el protocolo sanitario no se cumplió, pues sucedieron anomalías como por ejemplo, que dos delegaciones compartan el horario del comedor, que las viandas no eran individuales o que los colectivos destinados a los traslados de equipos no eran sanitizados entre traslados.
El 14 de noviembre se produjo la primera falla grave del formato de burbujas. Tras haberse conocido casos esporádicos de positivos de Covid en distintos jugadores, como por ejemplo el caso de Federico Sarmiento de Atenas, quien dio positivo en las burbujas antes del comienzo del torneo, el 3 de noviembre, o el de Diego Romero de Gimnasia de Comodoro Rivadavia, quien el 10 de noviembre presentó dolores de garganta y se hisopó de manera preventiva obteniendo el resultado positivo un día después, el 13 de noviembre dio positivo Fabián Ramírez Barrios de Quimsa, el 14 de noviembre se informaron nueve casos positivos en la delegación de Gimnasia de Comodoro Rivadavia y ocho casos en Argentino de Junín. Como respuesta la organización decidió aislar las delegaciones y dar por perdidos los partidos que debían disputar ese mismo día, reprogramar un encuentro que se debía disputar ese mismo día entre Peñarol y Bahía Basket, suspender la fecha que debía jugarse el 15 de noviembre y realizar testeos en todas las delegaciones participantes.

No cayó nada bien la quita de puntos, la solución no era esa. Tendrían que haber reprogramado la fecha para cuando los equipos estén completos, ni Gimnasia ni Argentino tienen la culpa de no poder presentarse. No se priorizó el estado de salud del equipo que es lo primordial. Acá buscaron la solución más rápida y no está bueno que esa sea perder los puntos.
Jonatan Slider, jugador de Argentino de Junín.

El lunes 16 de noviembre se procedió con los hisopados en todas las delegaciones y arrojó los siguientes resultados: 2 casos en Weber Bahía Basket, 2 casos en Peñarol, 1 caso en Boca Juniors, 5 casos en Ciclista Olímpico, 1 caso en La Unión de Formosa, 1 caso en Regatas Corrientes, 2 casos en Oberá TC y 2 casos en San Martín de Corrientes. Como respuesta a estos casos, el comité de crisis aisló a los participantes, pero no reprogramaron los partidos e incluso hubo una fecha que se disputó entre testeos y resultados. Incluso la organización reprogramó encuentros de la zona sur y mantuvo la programación original de la zona norte. «Está claro que fue una buena medida hisopar a todas las delegaciones porque pudimos detectar asintomáticos en las delegaciones» manifestó Gerardo Montenegro, presidente de la AdC, a la vez que también señaló que «La jornada del Norte del miércoles se juega como estaba establecido en el protocolo médico y en la reglamentación deportiva».
Como respuesta a todos esos acontecimientos, el Ministerio de Turismo y Deportes decidió revocar la excepción del cumplimiento de las medidas de distanciamiento impuestas por el gobierno nacional a todos aquellos agentes involucrados en el desarrollo de la temporada 2020-2021. Según informó el periodista José Fiebig, la idea ya había surgido en el seno de la AdC antes que llegase la carta del ministerio. A su vez, la organización evalúa continuar la temporada una vez pasadas las ventanas FIBA (24 al 29 de noviembre) con un formato más comprimido y disputando partidos todos los días.
Una vez determinada la suspensión se dieron a conocer casos de contagio entre árbitros y comisionados técnicos, contagios en el plantel de Peñarol y en la delegación de Regatas Corrientes.

## Reanudación del torneo
El 2 de diciembre se anunció que el torneo se reanudaría el día 4 de ese mes. Además, se pasó directamente a la fase regular del torneo, donde los equipos se enfrentan todos contra todos, se "rompieron" las burbujas y todos los equipos disputan en ambos estadios los partidos, además que las sedes hoteleras dejaron de ser fijas para los equipos.
La continuación del torneo además contaría con un formato de mini sedes en enero, febrero y marzo, luego los 4 primeros clasificarían a cuartos de final y del quinto al décimo segundo jugarían playoffs. La cantidad de partidos por cada llave no está definida, pero según Sergio Guerrero «pueden ser a 5 juegos o a 3, según se pueda competir con localías. La final se intentaría jugar a 7. Además, confirmó que se mantendría un descenso, salvo que se modifique el reglamento en Asamblea.»

Es el fixture de las 38 fechas, tabla única. Esto estaba armado para Sur y Norte transitoriamente para llegar a un Final Four pero después se iba a jugar a un fixture de 38. Lo estamos juntando antes.
Sergio Guerrero, director de competencia de la AdC.

La confirmación oficial de la reanudación fue publicada el 3 de diciembre. El torneo volvió a disputarse de manera normal hasta el receso estival. Una vez pasado el mismo, San Martín de Corrientes no volvió a las burbujas por recomendación del comité de crisis, ya que en el plantel correntino se detectaron varios casos positivos de covid. El equipo volvió a las canchas el 21 de enero, cuando enfrentó a Atenas.

## Equipos participantes
| Vende la plaza        |
| --------------------- |
| Estudiantes Concordia |

| Compra la plaza |
| --------------- |
| Oberá TC        |

| Región                    | Cantidad |
| ------------------------- | -------- |
| Provincia de Buenos Aires | 4        |
| Capital Federal           | 4        |
| Corrientes                | 3        |
| Santiago del Estero       | 2        |
| Córdoba                   | 2        |
| Chubut                    | 1        |
| Formosa                   | 1        |
| Misiones                  | 1        |
| Santa Cruz                | 1        |
| Santa Fe                  | 1        |

| Club                   | Ciudad              | Entrenador                     | Estadio                                | Capacidad |
| ---------------------- | ------------------- | ------------------------------ | -------------------------------------- | --------- |
| Argentino              | Junín               | Matías Huarte                  | El Fortín de las Morochas              | 1500      |
| Atenas                 | Córdoba             | Cristian Colli y Nicolás Arduh | Polideportivo Carlos Cerutti           | 3424      |
| Boca Juniors           | Buenos Aires        | Gonzalo García                 | Microestadio Luis Conde                | 2000      |
| Ciclista Olímpico      | La Banda            | Leonardo Gutiérrez             | Vicente Rosales                        | 3400      |
| Comunicaciones         | Mercedes            | Ariel Rearte                   | Estadio de Comunicaciones              | 3500      |
| Ferro Carril Oeste     | Buenos Aires        | Federico Fernández             | Estadio Héctor Etchart                 | 3500      |
| Gimnasia y Esgrima     | Comodoro Rivadavia  | Martín Villagrán               | Estadio Socios Fundadores              | 1453      |
| Hispano Americano      | Río Gallegos        | Gabriel Piccatto               | Gimnasio Municipal Juan Bautista Rocha | 500       |
| Instituto              | Córdoba             | Sebastián Ginóbili             | Gimnasio Ángel Sandrin                 | 2000      |
| La Unión de Formosa    | Formosa             | Daniel Cano                    | Estadio Cincuentenario                 | 4500      |
| Libertad               | Sunchales           | Sebastián Saborido             | El Hogar de los Tigres                 | 4000      |
| Oberá Tenis Club       | Oberá               | Leandro Hiriart                | Estadio Dr. Luis Augusto Derna         | 2000      |
| Obras Basket           | Buenos Aires        | Bernardo Murphy                | Estadio Obras Sanitarias               | 3000      |
| Peñarol                | Mar del Plata       | Carlos Romano                  | Polideportivo Islas Malvinas           | 8000      |
| Platense               | Florida             | Alejandro González             | Estadio Obras Sanitarias               | 3000      |
| Quimsa                 | Santiago del Estero | Sebastián González             | Ciudad                                 | 5000      |
| Regatas Corrientes     | Corrientes          | Lucas Victoriano               | José Jorge Contte                      | 3400      |
| San Lorenzo de Almagro | Buenos Aires        | Silvio Santander               | Polideportivo Roberto Pando            | 2200      |
| San Martín             | Corrientes          | Diego Vadell                   | El Fortín Rojinegro                    | 2500      |
| Weber Bahía            | Bahía Blanca        | Laura Cors Martín Luis         | Dow Center                             | 4000      |

1. ↑  Hispano Americano utiliza en la máxima división el Gimnasio Municipal Juan Bautista Rocha. Su estadio es el Estadio Tito Wilson, con capacidad para 500 espectadores.
2. ↑  Platense utiliza en la máxima división el Estadio de Obras Sanitarias. Su estadio es el Microestadio Ciudad de Vicente López, este se encuentra en remodelación.

Cambios de entrenador
| Club      | Entrenador saliente     | Fecha         | Entrenador entrante     | Fecha       |
| --------- | ----------------------- | ------------- | ----------------------- | ----------- |
| Peñarol   | Carlos Romano           | 15 de enero   | Tomás Sirochinsky (int) | 15 de enero |
| Peñarol   | Tomás Sirochinsky (int) | 17 de enero   | Leandro Ramella         | 17 de enero |
| Instituto | Sebastián Ginóbili      | 27 de febrero | Gustavo Peirone         | 1 de marzo  |

## Formato de disputa
En esta edición, atípica por los sucesos transcurridos debido al coronavirus, la competencia se adaptó y modificó su formato de disputa. En un principio la disputa del torneo se dividiría en tres fases: primera fase, segunda fase y play-offs. En una primera instancia los 20 equipos se dividirían en dos zonas, zona norte y zona sur, y disputarían entre ellos 18 partidos dentro de su zona, todos en una única sede. Los cuatro mejores de cada conferencia accederían a un cuadrangular que se iba a disputar del 11 al 13 de diciembre y donde determinan los dos mejores equipos de cada conferencia, que avanzarían a la fase definitiva del torneo. El cuadrangular final, a jugarse entre el 18 y el 20 de diciembre de 2020 en una única sede, determinaría al ganador, que se proclama campeón de mitad de temporada.
El formato definitivo de la primera parte, la reanudación, contó con dos fases: primera fase y cuadrangular final. Los 20 equipos se agruparon en dos zonas, zona norte y zona sur. En cada zona los equipos se enfrentarían dos veces, totalizando 18 encuentros. Los dos mejores de cada zona accedían al cuadrangular final para determinar al campeón de la primera parte de la temporada.
Nuevamente el formato fue modificado y tras la reanudación de la competencia los 20 equipos se agruparon en un único grupo donde se enfrentaron todos contra todos dos veces, arrastrando los resultados de los partidos ya disputados. Al finalizar los 38 encuentros de cada equipo, se los ordenó en una tabla única donde los cuatro mejores equipos (1.° al 4.°) avanzaron a los cuartos de final, los siguientes ocho equipos (5.° al 12.°) disputaron la reclasificación, los siguientes seis equipos (13.° al 18.°) dejaron de participar y los últimos dos equipos disputaron la permanencia. Los play-offs fueron todos al mejor de tres partidos salvo la final, que fue al mejor de cinco encuentros.

### Sedes de las burbujas
| Buenos Aires                                 |
| -------------------------------------------- |
| Estadio Obras Sanitarias                     |
| 34°32′44″S 58°27′29″O / -34.54556, -58.45806 |
| Capacidad: 3000 espectadores                 |

| Buenos Aires                                 |
| -------------------------------------------- |
| Estadio Héctor Etchart                       |
| 34°37′07″S 58°26′52″O / -34.61861, -58.44778 |
| Capacidad: 3500 espectadores                 |

## Desarrollo del torneo

### Primera fase; temporada regular

#### Previo a la suspensión

##### Conferencia norte
| Equipo | Equipo                    | PJ | PG | PP | Pts |
| ------ | ------------------------- | -- | -- | -- | --- |
| 1.º    | San Martín (Corrientes)   | 8  | 8  | 0  | 16  |
| 2.º    | Instituto                 | 8  | 7  | 1  | 15  |
| 3.º    | Quimsa                    | 8  | 6  | 2  | 14  |
| 4.º    | Ciclista Olímpico         | 8  | 5  | 3  | 13  |
| 5.º    | La Unión de Formosa       | 8  | 4  | 4  | 12  |
| 6.º    | Regatas Corrientes        | 8  | 4  | 4  | 12  |
| 7.º    | Oberá Tenis Club          | 8  | 2  | 6  | 10  |
| 8.º    | Atenas                    | 8  | 2  | 6  | 10  |
| 9.º    | Libertad                  | 8  | 2  | 6  | 10  |
| 10.º   | Comunicaciones (Mercedes) | 8  | 0  | 8  | 8   |

|  |                                   |
|  | Clasificaban a la siguiente fase. |

| San Martín (C)     | 77-74 | Regatas Corrientes  | Estadio Héctor Etchart  | 4 de noviembre | 11:00 |
| Libertad           | 78-72 | Oberá TC            | Estadio Héctor Etchart  | 4 de noviembre | 14:30 |
| Comunicaciones (M) | 83-90 | Ciclista Olímpico   | Estadio Héctor Etchart  | 4 de noviembre | 16:45 |
| Quimsa             | 86-77 | La Unión de Formosa | Estadio Héctor Etchart  | 4 de noviembre | 19:00 |
| Instituto          | 81-71 | Atenas              | Estadio Obras Sanitaras | 4 de noviembre | 21:30 |

| La Unión de Formosa | 88-79 | Libertad           | Estadio Héctor Etchart | 5 de noviembre | 11:00 |
| Atenas              | 66-86 | Quimsa             | Estadio Héctor Etchart | 5 de noviembre | 14:30 |
| Oberá TC            | 65-78 | San Martín (C)     | Estadio Héctor Etchart | 5 de noviembre | 16:45 |
| Ciclista Olímpico   | 79-81 | Instituto          | Estadio Héctor Etchart | 5 de noviembre | 19:00 |
| Regatas Corrientes  | 82-77 | Comunicaciones (M) | Estadio Héctor Etchart | 5 de noviembre | 21:30 |

| Quimsa              | 78-76 | Ciclista Olímpico  | Estadio Héctor Etchart | 8 de noviembre | 11:00 |
| Comunicaciones (M)  | 70-74 | San Martín (C)     | Estadio Héctor Etchart | 8 de noviembre | 14:30 |
| La Unión de Formosa | 70-88 | Oberá TC           | Estadio Héctor Etchart | 8 de noviembre | 16:45 |
| Libertad            | 92-96 | Atenas             | Estadio Héctor Etchart | 8 de noviembre | 19:00 |
| Instituto           | 88-85 | Regatas Corrientes | Estadio Héctor Etchart | 8 de noviembre | 21:30 |

| Oberá TC           | 79-71 | Comunicaciones (M)  | Estadio Héctor Etchart | 9 de noviembre | 11:00 |
| Atenas             | 49-71 | La Unión de Formosa | Estadio Héctor Etchart | 9 de noviembre | 14:30 |
| Ciclista Olímpico  | 74-65 | Libertad            | Estadio Héctor Etchart | 9 de noviembre | 16:45 |
| Regatas Corrientes | 68-78 | Quimsa              | Estadio Héctor Etchart | 9 de noviembre | 19:00 |
| San Martín (C)     | 77-47 | Instituto           | Estadio Héctor Etchart | 9 de noviembre | 21:30 |

| Instituto           | 86-76 | Comunicaciones (M) | Estadio Héctor Etchart | 12 de noviembre | 11:00 |
| La Unión de Formosa | 72-83 | Ciclista Olímpico  | Estadio Héctor Etchart | 12 de noviembre | 14:00 |
| Atenas              | 84-67 | Oberá TC           | Estadio Héctor Etchart | 12 de noviembre | 16:30 |
| Libertad            | 66-84 | Regatas Corrientes | Estadio Héctor Etchart | 12 de noviembre | 19:00 |
| Quimsa              | 85-86 | San Martín (C)     | Estadio Héctor Etchart | 12 de noviembre | 21:30 |

| Ciclista Olímpico  | 115-58 | Atenas              | Estadio Héctor Etchart | 13 de noviembre | 11:00 |
| Comunicaciones (M) | 68-83  | Quimsa              | Estadio Héctor Etchart | 13 de noviembre | 14:00 |
| San Martín (C)     | 82-76  | Libertad            | Estadio Héctor Etchart | 13 de noviembre | 16:30 |
| Oberá TC           | 65-71  | Instituto           | Estadio Héctor Etchart | 13 de noviembre | 19:00 |
| Regatas Corrientes | 75-85  | La Unión de Formosa | Estadio Héctor Etchart | 13 de noviembre | 21:30 |

| La Unión de Formosa | 51-70 | San Martín (C)     | Estadio Héctor Etchart | 17 de noviembre | 11:00 |
| Atenas              | 62-98 | Regatas Corrientes | Estadio Héctor Etchart | 17 de noviembre | 14:00 |
| Ciclista Olímpico   | 85-63 | Oberá TC           | Estadio Héctor Etchart | 17 de noviembre | 16:30 |
| Quimsa              | 90-97 | Instituto          | Estadio Héctor Etchart | 17 de noviembre | 19:00 |
| Libertad            | 93-79 | Comunicaciones (M) | Estadio Héctor Etchart | 17 de noviembre | 21:30 |

| Regatas Corrientes | 77-64 | Ciclista Olímpico   | Estadio Héctor Etchart | 18 de noviembre | 11:00 |
| San Martín (C)     | 93-78 | Atenas              | Estadio Héctor Etchart | 18 de noviembre | 14:00 |
| Instituto          | 96-81 | Libertad            | Estadio Héctor Etchart | 18 de noviembre | 16:30 |
| Comunicaciones (M) | 81-91 | La Unión de Formosa | Estadio Héctor Etchart | 18 de noviembre | 19:00 |
| Oberá TC           | 62-78 | Quimsa              | Estadio Héctor Etchart | 18 de noviembre | 21:30 |

##### Conferencia sur
| Equipo | Equipo                        | PJ | PG | PP | Pts |
| ------ | ----------------------------- | -- | -- | -- | --- |
| 1.º    | Gimnasia (Comodoro Rivadavia) | 4  | 4  | 0  | 8   |
| 2.º    | Obras Basket                  | 5  | 3  | 2  | 8   |
| 3.º    | Boca Juniors                  | 5  | 3  | 2  | 8   |
| 4.º    | San Lorenzo (Buenos Aires)    | 5  | 3  | 2  | 8   |
| 5.º    | Peñarol                       | 5  | 3  | 2  | 8   |
| 6.º    | Hispano Americano             | 5  | 2  | 3  | 7   |
| 7.º    | Platense                      | 4  | 2  | 2  | 6   |
| 8.º    | Ferro (Buenos Aires)          | 4  | 1  | 3  | 5   |
| 9.º    | Argentino (Junín)             | 4  | 1  | 3  | 5   |
| 10.º   | Weber Bahía Basket            | 5  | 1  | 4  | 6   |

|  |                                   |
|  | Clasificaban a la siguiente fase. |

| Peñarol          | 96-90 | Platense           | Estadio Obras Sanitarias | 6 de noviembre | 11:00 |
| Boca Juniors     | 96-95 | Weber Bahía Basket | Estadio Obras Sanitarias | 6 de noviembre | 14:30 |
| Gimnasia (CR)    | 82-71 | Argentino (J)      | Estadio Obras Sanitarias | 6 de noviembre | 16:45 |
| Ferro (BA)       | 77-85 | Hispano Americano  | Estadio Obras Sanitarias | 6 de noviembre | 19:00 |
| San Lorenzo (BA) | 82-83 | Obras Basket       | Estadio Obras Sanitarias | 6 de noviembre | 21:30 |

| Platense           | 85-82  | Boca Juniors     | Estadio Obras Sanitarias | 7 de noviembre | 11:00 |
| Weber Bahía Basket | 56-101 | Ferro (BA)       | Estadio Obras Sanitarias | 7 de noviembre | 14:30 |
| Argentino (J)      | 78-80  | San Lorenzo (BA) | Estadio Obras Sanitarias | 7 de noviembre | 16:45 |
| Obras Basket       | 84-71  | Peñarol          | Estadio Obras Sanitarias | 7 de noviembre | 19:00 |
| Hispano Americano  | 68-78  | Gimnasia (CR)    | Estadio Obras Sanitarias | 7 de noviembre | 21:30 |

| San Lorenzo (BA) | 97-68 | Hispano Americano  | Estadio Obras Sanitarias | 10 de noviembre | 11:00 |
| Peñarol          | 92-71 | Argentino (J)      | Estadio Obras Sanitarias | 10 de noviembre | 14:30 |
| Gimnasia (CR)    | 84-66 | Weber Bahía Basket | Estadio Obras Sanitarias | 10 de noviembre | 16:45 |
| Obras Basket     | 73-58 | Platense           | Estadio Obras Sanitarias | 10 de noviembre | 19:00 |
| Ferro (BA)       | 60-76 | Boca Juniors       | Estadio Obras Sanitarias | 10 de noviembre | 21:30 |

| Argentino (J)      | 84-83  | Obras Basket     | Estadio Obras Sanitarias | 11 de noviembre | 11:00 |
| Hispano Americano  | 72-80  | Peñarol          | Estadio Obras Sanitarias | 11 de noviembre | 14:30 |
| Platense           | 112-79 | Ferro (BA)       | Estadio Obras Sanitarias | 11 de noviembre | 16:45 |
| Boca Juniors       | 66-98  | Gimnasia (CR)    | Estadio Obras Sanitarias | 11 de noviembre | 19:00 |
| Weber Bahía Basket | 81-105 | San Lorenzo (BA) | Estadio Obras Sanitarias | 11 de noviembre | 21:30 |

| San Lorenzo (BA) | 63-82 | Boca Juniors       | Estadio Obras Sanitarias | 14 de noviembre | 11:00 |
| Obras Basket     | 75-81 | Hispano Americano  | Estadio Obras Sanitarias | 14 de noviembre | 14:00 |
| Argentino (J)    | 0-20  | Platense           | Estadio Obras Sanitarias | 14 de noviembre | 16:30 |
| Gimnasia (CR)    | 0-20  | Ferro (BA)         | Estadio Obras Sanitarias | 14 de noviembre | 19:00 |
| Peñarol          | 78-83 | Weber Bahía Basket | Estadio Obras Sanitarias | 18 de noviembre | 11:00 |

| Hispano Americano  |  | Argentino (J)    | Estadio Obras Sanitarias | Por reprogramar |  |
| Ferro (BA)         |  | San Lorenzo (BA) | Estadio Obras Sanitarias | Por reprogramar |  |
| Platense           |  | Gimnasia (CR)    | Estadio Obras Sanitarias | Por reprogramar |  |
| Weber Bahía Basket |  | Obras Basket     | Estadio Obras Sanitarias | Por reprogramar |  |
| Boca Juniors       |  | Peñarol          | Estadio Obras Sanitarias | Por reprogramar |  |

#### Posterior a la suspensión
| Equipo | Equipo                        | PJ | PG | PP | Pts |
| ------ | ----------------------------- | -- | -- | -- | --- |
| 1.º    | Quimsa                        | 38 | 31 | 7  | 69  |
| 2.º    | San Lorenzo (Buenos Aires)    | 38 | 28 | 10 | 66  |
| 3.º    | Regatas Corrientes            | 38 | 26 | 12 | 64  |
| 4.º    | Boca Juniors                  | 38 | 25 | 13 | 63  |
| 5.º    | Gimnasia (Comodoro Rivadavia) | 38 | 24 | 14 | 62  |
| 6.º    | Obras Basket                  | 38 | 24 | 14 | 62  |
| 7.º    | San Martín (Corrientes)       | 38 | 24 | 14 | 62  |
| 8.º    | Instituto                     | 38 | 22 | 16 | 60  |
| 9.º    | Ciclista Olímpico             | 38 | 20 | 18 | 58  |
| 10.º   | Platense                      | 38 | 19 | 19 | 57  |
| 11.º   | Comunicaciones (Mercedes)     | 38 | 17 | 21 | 55  |
| 12.º   | Hispano Americano             | 38 | 17 | 21 | 55  |
| 13.º   | Peñarol                       | 38 | 16 | 22 | 54  |
| 14.º   | Libertad                      | 38 | 16 | 22 | 54  |
| 15.º   | Argentino (Junín)             | 38 | 15 | 23 | 53  |
| 16.º   | La Unión de Formosa           | 38 | 15 | 23 | 53  |
| 17.º   | Oberá Tenis Club              | 38 | 13 | 25 | 51  |
| 18.º   | Ferro (Buenos Aires)          | 38 | 13 | 25 | 51  |
| 19.º   | Atenas                        | 38 | 11 | 27 | 49  |
| 20.º   | Weber Bahía Basket            | 38 | 4  | 34 | 42  |

|  |                                             |
|  | Clasificados a los cuartos de final.        |
|  | Clasificados a la reclasificación.          |
|  | Clasificados a la serie por la permanencia. |

1. 1 2 3  El triple empate entre Gimnasia y Esgrima de Comodoro Rivadavia, Obras Basket y San Martín de Corrientes se resolvió por los resultados entre los equipos empatados. Gimnasia sumó tres victorias (76-66 contra Obras Basket el 4 de diciembre 71-59 contra San Martín el 23 de diciembre y 72-56 contra San Martín el 11 de febrero) y una derrota (82-88 contra Obras Basket el 20 de enero), Obras Basket sumó tres victorias (67-66 contra San Martín el 7 de diciembre, 88-82 contra Gimnasia el 20 de enero y 79-68 contra San Martín el 16 de marzo) y una derrota (66-76 contra Gimnasia el 4 de diciembre) y San Martín sumó solo derrotas, quedando relegado en el desempate al último escalón. El empate en puntos entre Gimnasia y Obras Basket se resolvió por los resultados entre ellos, donde Gimnasia salió favorecido pues ganó la suma de ambos enfrentamientos 158 a 154.
2. 1 2  El desempate entre Comunicaciones de Mercedes e Hispano Americano se resolvió mediante los resultados entre sí. Comunicaciones ganó el desempate al vencer en la suma de los dos partidos 163 a 161.

| San Lorenzo (BA)    | 85-57  | Oberá TC            | Obras Sanitarias | 4 de diciembre  | 11:00 |
| Hispano Americano   | 66-88  | Boca Juniors        | Obras Sanitarias | 4 de diciembre  | 14:00 |
| Libertad            | 79-98  | Quimsa              | Héctor Etchart   | 4 de diciembre  | 14:00 |
| Obras Basket        | 66-76  | Gimnasia (CR)       | Obras Sanitarias | 4 de diciembre  | 16:30 |
| Atenas              | 73-61  | Comunicaciones (M)  | Héctor Etchart   | 4 de diciembre  | 16:30 |
| Argentino (J)       | 74-75  | Ferro (BA)          | Obras Sanitarias | 4 de diciembre  | 19:00 |
| Ciclista Olímpico   | 62-66  | San Martín (C)      | Héctor Etchart   | 4 de diciembre  | 19:00 |
| La Unión de Formosa | 75-83  | Instituto           | Héctor Etchart   | 4 de diciembre  | 21:30 |
| Quimsa              | 73-64  | Boca Juniors        | Obras Sanitarias | 5 de diciembre  | 11:00 |
| Libertad            | 84-83  | Gimnasia (CR)       | Obras Sanitarias | 6 de diciembre  | 11:00 |
| Instituto           | 69-81  | Argentino (J)       | Héctor Etchart   | 6 de diciembre  | 14:00 |
| Comunicaciones (M)  | 75-68  | Platense            | Obras Sanitarias | 6 de diciembre  | 16:30 |
| Ciclista Olímpico   | 78-91  | Hispano Americano   | Héctor Etchart   | 6 de diciembre  | 16:30 |
| La Unión de Formosa | 73-98  | San Lorenzo (BA)    | Obras Sanitarias | 6 de diciembre  | 19:00 |
| Oberá TC            | 91-69  | Weber Bahía Basket  | Héctor Etchart   | 6 de diciembre  | 19:00 |
| Atenas              | 72-74  | Ferro (BA)          | Héctor Etchart   | 6 de diciembre  | 21:30 |
| Regatas Corrientes  | 69-91  | Obras Sanitarias    | Obras Sanitarias | 6 de diciembre  | 21:30 |
| Boca Juniors        | 83-75  | Instituto           | Obras Sanitarias | 7 de diciembre  | 11:00 |
| Platense            | 90-73  | Ciclista Olímpico   | Héctor Etchart   | 7 de diciembre  | 11:00 |
| Weber Bahía Basket  | 77-93  | La Unión de Formosa | Obras Sanitarias | 7 de diciembre  | 14:00 |
| Hispano Americano   | 80-92  | Quimsa              | Héctor Etchart   | 7 de diciembre  | 14:00 |
| Gimnasia (CR)       | 63-64  | Comunicaciones (M)  | Obras Sanitarias | 7 de diciembre  | 16:30 |
| Obras Basket        | 67-66  | San Martín (C)      | Obras Sanitarias | 7 de diciembre  | 19:00 |
| Argentino (J)       | 84-86  | Atenas              | Obras Sanitarias | 7 de diciembre  | 21:30 |
| Ferro (BA)          | 66-72  | Oberá TC            | Héctor Etchart   | 8 de diciembre  | 19:00 |
| San Lorenzo (BA)    | 95-102 | Regatas Corrientes  | Obras Sanitarias | 8 de diciembre  | 21:10 |
| Ciclista Olímpico   | 92-87  | Gimnasia (CR)       | Obras Sanitarias | 9 de diciembre  | 21:30 |
| Oberá TC            | 77-84  | Argentino (J)       | Obras Sanitarias | 10 de diciembre | 11:00 |
| Comunicaciones (M)  | 64-58  | Peñarol             | Obras Sanitarias | 10 de diciembre | 14:00 |
| La Unión de Formosa | 68-86  | Ferro (BA)          | Héctor Etchart   | 10 de diciembre | 14:00 |
| Atenas              | 76-85  | Boca Juniors        | Héctor Etchart   | 10 de diciembre | 16:30 |
| Libertad            | 76-81  | Obras Basket        | Obras Sanitarias | 10 de diciembre | 16:30 |
| Instituto           | 97-95  | Hispano Americano   | Héctor Etchart   | 10 de diciembre | 19:00 |
| Regatas Corrientes  | 86-82  | Weber Bahía Basket  | Obras Sanitarias | 10 de diciembre | 19:00 |
| Quimsa              | 80-65  | Platense            | Héctor Etchart   | 10 de diciembre | 21:30 |
| San Martín (C)      | 52-61  | San Lorenzo (BA)    | Obras Sanitarias | 10 de diciembre | 21:30 |
| Obras Basket        | 49-82  | Comunicaciones (M)  | Obras Sanitarias | 11 de diciembre | 11:00 |
| Peñarol             | 66-80  | Ciclista Oímpico    | Héctor Etchart   | 11 de diciembre | 14:00 |
| San Lorenzo (BA)    | 78-73  | Libertad            | Obras Sanitarias | 11 de diciembre | 14:00 |
| Argentino (J)       | 92-86  | La Unión de Formosa | Obras Sanitarias | 11 de diciembre | 16:30 |
| Platense            | 73-71  | Instituto           | Héctor Etchart   | 11 de diciembre | 16:30 |
| Hispano Americano   | 92-65  | Atenas              | Obras Sanitarias | 11 de diciembre | 19:00 |
| Gimnasia (CR)       | 61-76  | Quimsa              | Héctor Etchart   | 11 de diciembre | 19:00 |
| Weber Bahía Basket  | 90-88  | San Martín (C)      | Obras Sanitarias | 11 de diciembre | 21:30 |
| Ferro (BA)          | 59-77  | Regatas Corrientes  | Héctor Etchart   | 11 de diciembre | 21:30 |
| Boca Juniors        | 88-80  | Oberá TC            | Obras Sanitarias | 12 de diciembre | 11:10 |

| Ciclista Olímpico   | 75-76      | Obras Basket        | Obras Sanitarias | 14 de diciembre | 11:00 |
| San Martín (C)      | 77-69      | Ferro (BA)          | Héctor Etchart   | 14 de diciembre | 11:00 |
| La Unión de Formosa | 65-96      | Boca Juniors        | Obras Sanitarias | 14 de diciembre | 14:00 |
| Oberá TC            | 76-72      | Hispano Americano   | Héctor Etchart   | 14 de diciembre | 14:00 |
| Quimsa              | 92-58      | Peñarol             | Héctor Etchart   | 14 de diciembre | 16:30 |
| Regatas Corrientes  | 95-73      | Argentino (J)       | Obras Sanitarias | 14 de diciembre | 16:30 |
| Atenas              | 59-71      | Platense            | Héctor Etchart   | 14 de diciembre | 19:00 |
| Comunicaciones (M)  | 90-74      | San Lorenzo (BA)    | Obras Sanitarias | 14 de diciembre | 19:00 |
| Instituto           | 64-83      | Gimnasia (CR)       | Héctor Etchart   | 14 de diciembre | 21:30 |
| Libertad            | 92-78      | Weber Bahía Basket  | Obras Sanitarias | 14 de diciembre | 21:30 |
| Hispano Americano   | 87-71      | La Unión de Formosa | Héctor Etchart   | 15 de diciembre | 11:00 |
| Argentino (J)       | 75-83      | San Martín (C)      | Obras Sanitarias | 15 de diciembre | 14:00 |
| Boca Juniors        | 71-67      | Regatas Corrientes  | Héctor Etchart   | 15 de diciembre | 14:00 |
| Weber Bahía Basket  | 64-94      | Comunicaciones (M)  | Obras Sanitarias | 15 de diciembre | 16:30 |
| Ferro (BA)          | 75-73      | Libertad            | Héctor Etchart   | 15 de diciembre | 16:30 |
| Peñarol             | 58-83      | Instituto           | Héctor Etchart   | 15 de diciembre | 19:00 |
| Platense            | 50-65      | Oberá TC            | Obras Sanitarias | 15 de diciembre | 19:00 |
| Gimnasia (CR)       | 52-60      | Atenas              | Héctor Etchart   | 15 de diciembre | 21:30 |
| San Lorenzo (BA)    | 92-80      | Ciclista Olímpico   | Obras Sanitarias | 15 de diciembre | 21:30 |
| Obras Basket        | 73-64      | Quimsa              | Obras Sanitarias | 16 de diciembre | 21:30 |
| Regatas Corrientes  | 81-76      | Hispano Americano   | Obras Sanitarias | 18 de diciembre | 11:00 |
| Atenas              | 77-83      | Peñarol             | Héctor Etchart   | 18 de diciembre | 11:00 |
| Instituto           | 64-76      | Obras Sanitarias    | Obras Sanitarias | 18 de diciembre | 14:00 |
| Ciclista Olímpico   | 96-88      | Weber Bahía Basket  | Héctor Etchart   | 18 de diciembre | 14:00 |
| Oberá TC            | 87-89      | Gimnasia (CR)       | Héctor Etchart   | 18 de diciembre | 16:30 |
| Quimsa              | 78-71      | San Lorenzo (BA)    | Obras Sanitarias | 18 de diciembre | 16:30 |
| Libertad            | 64-71      | Argentino (J)       | Obras Sanitarias | 18 de diciembre | 19:00 |
| Comunicaciones (M)  | 63-73      | Ferro (BA)          | Héctor Etchart   | 18 de diciembre | 19:00 |
| San Martín (C)      | 74-64      | Boca Juniors        | Obras Sanitarias | 18 de diciembre | 21:30 |
| La Unión de Formosa | suspendido | Platense            | Héctor Etchart   | 18 de diciembre | 21:30 |
| Weber Bahía Basket  | 94-101     | Quimsa              | Héctor Etchart   | 19 de diciembre | 11:00 |
| San Lorenzo (BA)    | 64-74      | Instituto           | Obras Sanitarias | 19 de diciembre | 11:00 |
| Obras Basket        | 82-64      | Atenas              | Obras Sanitarias | 19 de diciembre | 14:00 |
| Peñarol             | 74-68      | Oberá TC            | Héctor Etchart   | 19 de diciembre | 14:00 |
| Ferro (BA)          | 62-70      | Ciclista Olímpico   | Héctor Etchart   | 19 de diciembre | 16:30 |
| Hispano Americano   | 77-88      | San Martín (C)      | Obras Sanitarias | 19 de diciembre | 16:30 |
| Boca Juniors        | 72-74      | Libertad            | Héctor Etchart   | 19 de diciembre | 19:00 |
| Platense            | 81-93      | Regatas Corrientes  | Obras Sanitarias | 19 de diciembre | 19:00 |
| Argentino (J)       | 91-83      | Comunicaciones (M)  | Obras Sanitarias | 19 de diciembre | 21:00 |
| Ciclista Olímpico   | 101-97     | Argentino (J)       | Héctor Etchart   | 22 de diciembre | 11:00 |
| Regatas Corrientes  | 80-85      | Gimnasia (CR)       | Obras Sanitarias | 22 de diciembre | 11:00 |
| Libertad            | 83-75      | Hispano Americano   | Obras Sanitarias | 22 de diciembre | 14:00 |
| Comunicaciones (M)  | suspendido | Boca Juniors        | Héctor Etchart   | 22 de diciembre | 14:00 |
| Oberá TC            | 59-82      | Obras Basket        | Obras Sanitarias | 22 de diciembre | 16:30 |
| Quimsa              | 78-67      | Ferro (BA)          | Héctor Etchart   | 22 de diciembre | 19:00 |
| San Martín (C)      | 69-59      | Platense            | Héctor Etchart   | 22 de diciembre | 19:00 |
| Atenas              | 69-72      | San Lorenzo (BA)    | Obras Sanitarias | 22 de diciembre | 21:30 |
| Instituto           | 120-66     | Weber Bahía Basket  | Héctor Etchart   | 22 de diciembre | 21:30 |
| Hispano Americano   | 88-81      | Comunicaciones (M)  | Héctor Etchart   | 23 de diciembre | 11:00 |
| Gimnasia (CR)       | 71-59      | San Martín (C)      | Obras Sanitarias | 23 de diciembre | 11:00 |
| Boca Juniors        | 82-73      | Ciclista Olímpico   | Héctor Etchart   | 23 de diciembre | 14:00 |
| Argentino (J)       | 57-90      | Quimsa              | Héctor Etchart   | 23 de diciembre | 16:30 |
| Peñarol             | 65-88      | Regatas Corrientes  | Obras Sanitarias | 23 de diciembre | 16:30 |
| Ferro (BA)          | 80-86      | Instituto           | Héctor Etchart   | 23 de diciembre | 19:00 |
| Platense            | 94-84      | Libertad            | Obras Sanitarias | 23 de diciembre | 19:00 |
| Weber Bahía Basket  | 83-104     | Atenas              | Obras Sanitarias | 23 de diciembre | 21:30 |

| 24/12 a 6/01, receso estival. |
| ----------------------------- |

| Weber Bahía Basket  | 61-88   | Obras Basket        | Obras Sanitarias | 7 de enero  | 11:00 |
| Hispano Americano   | 72-102  | Argentino (J)       | Héctor Etchart   | 7 de enero  | 11:00 |
| Ferro (BA)          | 68-69   | San Lorenzo (BA)    | Héctor Etchart   | 7 de enero  | 19:00 |
| Platense            | 72-78   | Gimnasia            | Héctor Etchart   | 7 de enero  | 21:30 |
| Boca Juniors        | 76-71   | Peñarol             | Obras Sanitarias | 7 de enero  | 21:30 |
| Hispano Americano   | 75-72   | Platense            | Héctor Etchart   | 8 de enero  | 19:00 |
| Argentino (J)       | 90-91   | Weber Bahía Basket  | Obras Sanitarias | 8 de enero  | 19:00 |
| Peñarol             | 111-101 | Ferro (BA)          | Héctor Etchart   | 8 de enero  | 21:30 |
| San Lorenzo (BA)    | 83-76   | Gimnasia (CR)       | Obras Sanitarias | 8 de enero  | 21:30 |
| Obras Sanitarias    | 90-87   | Boca Juniors        | Obras Sanitarias | 9 de enero  | 11:00 |
| Platense            | 73-77   | San Lorenzo (BA)    | Obras Sanitarias | 11 de enero | 11:00 |
| Gimnasia (CR)       | 79-61   | Peñarol             | Héctor Etchart   | 11 de enero | 11:00 |
| Regatas Corrientes  | 80-64   | Oberá TC            | Héctor Etchart   | 11 de enero | 16:30 |
| Weber Bahía Basket  | 60-89   | Hispano Americano   | Obras Sanitarias | 11 de enero | 19:00 |
| Boca Juniors        | 107-74  | Argentino (J)       | Héctor Etchart   | 11 de enero | 19:00 |
| Ciclista Olímpico   | 81-88   | Quimsa              | Obras Sanitarias | 11 de enero | 21:30 |
| Ferro (BA)          | 69-92   | Obras Basket        | Héctor Etchart   | 11 de enero | 21:30 |
| Peñarol             | 57-99   | San Lorenzo (BA)    | Héctor Etchart   | 12 de enero | 19:00 |
| Weber Bahía Basket  | 73-81   | Platense            | Obras Sanitarias | 12 de enero | 19:00 |
| Obras Basket        | 82-57   | La Unión de Formosa | Obras Sanitarias | 12 de enero | 21:30 |
| Quimsa              | 87-75   | Oberá TC            | Héctor Etchart   | 13 de enero | 11:00 |
| Ciclista Olímpico   | 86-81   | Comunicaciones (M)  | Héctor Etchart   | 13 de enero | 19:00 |
| Gimnasia (CR)       | 82-73   | Ferro (BA)          | Héctor Etchart   | 13 de enero | 19:10 |
| Regatas Corrientes  | 74-66   | Libertad            | Héctor Etchart   | 13 de enero | 21:30 |
| La Unión de Formosa | 86-104  | Quimsa              | Obras Sanitarias | 14 de enero | 11:00 |
| Oberá TC            | 75-77   | Libertad            | Héctor Etchart   | 14 de enero | 19:00 |
| Comunicaciones (M)  | 74-79   | Atenas              | Obras Sanitarias | 14 de enero | 21:30 |
| Regatas Corrientes  | 86-89   | Instituto           | Héctor Etchart   | 14 de enero | 21:30 |
| Platense            | 83-62   | Peñarol             | Héctor Etchart   | 15 de enero | 11:00 |
| La Unión de Formosa | 89-74   | Atenas              | Héctor Etchart   | 15 de enero | 16:30 |
| Boca Juniors        | 87-86   | Hispano Americano   | Héctor Etchart   | 15 de enero | 19:00 |
| Obras Basket        | 66-86   | Argentino (J)       | Obras Sanitarias | 15 de enero | 19:00 |
| Gimnasia (CR)       | 60-83   | San Lorenzo (BA)    | Obras Sanitarias | 15 de enero | 21:30 |
| Ferro (BA)          | 82-76   | Weber Bahía Basket  | Héctor Etchart   | 15 de enero | 21:30 |
| Quimsa              | 62-84   | Regatas Corrientes  | Obras Sanitarias | 16 de enero | 11:00 |
| Argentino (J)       | 87-104  | Platense            | Héctor Etchart   | 16 de enero | 16:30 |
| Gimnasia (CR)       | 87-74   | Boca Juniors        | Obras Sanitarias | 16 de enero | 16:30 |
| Hispano Americano   | 80-65   | Ferro (BA)          | Héctor Etchart   | 16 de enero | 19:00 |
| Obras Basket        | 63-56   | Weber Bahía Basket  | Obras Sanitarias | 16 de enero | 19:00 |
| San Lorenzo (BA)    | 74-75   | Peñarol             | Héctor Etchart   | 16 de enero | 21:30 |
| Ciclista Olímpico   | 73-81   | La Unión de Formosa | Obras Sanitarias | 17 de enero | 11:00 |
| Comunicaciones (M)  | 76-79   | Instituto           | Héctor Etchart   | 17 de enero | 19:00 |

| Oberá TC            | 78-83  | Ciclista Olímpico   | Héctor Etchart   | 18 de enero | 11:00 |
| Regatas Corrientes  | 92-77  | Atenas              | Obras Sanitarias | 18 de enero | 11:00 |
| Instituto           | 98-73  | La Unión de Formosa | Obras Sanitarias | 18 de enero | 19:00 |
| Obras Basket        | 82-84  | Hispano Americano   | Obras Sanitarias | 19 de enero | 11:00 |
| Ferro (BA)          | 76-74  | Gimnasia (CR)       | Héctor Etchart   | 19 de enero | 19:00 |
| Peñarol             | 74-80  | Boca Juniors        | Obras Sanitarias | 19 de enero | 19:00 |
| Platense            | 88-71  | Weber Bahía Basket  | Héctor Etchart   | 19 de enero | 21:30 |
| San Lorenzo (BA)    | 115-84 | Argentino (J)       | Obras Sanitarias | 19 de enero | 21:30 |
| Ferro (BA)          | 90-98  | Peñarol             | Héctor Etchart   | 20 de enero | 16:30 |
| Gimnasia (CR)       | 82-88  | Obras Basket        | Obras Sanitarias | 20 de enero | 19:00 |
| San Lorenzo (BA)    | 119-67 | Weber Bahía Basket  | Héctor Etchart   | 20 de enero | 19:00 |
| Platense            | 77-69  | Hispano Americano   | Obras Sanitarias | 20 de enero | 21:30 |
| Argentino (J)       | 65-72  | Boca Juniors        | Héctor Etchart   | 20 de enero | 21:30 |
| Ciclista Olímpico   | [ 89 ] | Regatas Corrientes  | Obras Sanitarias | 21 de enero | 19:00 |
| Quimsa              | 89-81  | Comunicaciones (M)  | Héctor Etchart   | 21 de enero | 19:00 |
| Instituto           | [ 89 ] | Oberá TC            | Héctor Etchart   | 21 de enero | 21:30 |
| Atenas              | 72-81  | San Martín (C)      | Obras Sanitarias | 21 de enero | 21:30 |
| La Unión de Formosa | 72-99  | Regatas Corrientes  | Obras Sanitarias | 22 de enero | 19:00 |
| Comunicaciones (M)  | 72-61  | San Martín (C)      | Héctor Etchart   | 22 de enero | 21:30 |
| Oberá TC            | [ 89 ] | Regatas Corrientes  | Obras Sanitarias | 22 de enero | 21:30 |
| Atenas              | [ 89 ] | Ciclista Olímpico   | Obras Sanitarias | 23 de enero | 11:00 |
| Quimsa              | 97-90  | Atenas              | Obras Sanitarias | 23 de enero | 11:00 |
| Gimnasia (CR)       | 60-63  | Platense            | Héctor Etchart   | 23 de enero | 11:00 |
| Peñarol             | 72-78  | Obras Basket        | Obras Sanitarias | 23 de enero | 16:30 |
| Weber Bahía Basket  | 73-87  | Boca Juniors        | Obras Sanitarias | 23 de enero | 19:00 |
| Hispano Americano   | 93-64  | San Lorenzo (BA)    | Obras Sanitarias | 23 de enero | 21:30 |
| Ferro (BA)          | 83-88  | Argentino (J)       | Héctor Etchart   | 23 de enero | 21:30 |
| Platense            | 79-80  | Obras Basket        | Obras Sanitarias | 24 de enero | 11:00 |
| Argentino (J)       | 85-66  | Hispano Americano   | Héctor Etchart   | 24 de enero | 19:00 |
| Peñarol             | 59-64  | Gimnasia (CR)       | Héctor Etchart   | 24 de enero | 21:30 |
| Boca Juniors        | 71-80  | San Lorenzo (BA)    | Obras Sanitarias | 24 de enero | 21:30 |

| La Unión de Formosa | 64-68   | Comunicaciones (M)  | Héctor Etchart   | 25 de enero | 19:00 |
| Instituto           | [ n 8 ] | San Martín (C)      | Héctor Etchart   | 25 de enero |       |
| Comunicaciones (M)  | 78-91   | Regatas Corrientes  | Héctor Etchart   | 26 de enero | 19:00 |
| San Martín (C)      | 69-80   | Quimsa              | Obras Sanitarias | 26 de enero | 21:30 |
| Atenas              | [ n 8 ] | Instituto           | Héctor Etchart   | 26 de enero | 21:30 |
| Boca Juniors        | 75-68   | Obras Basket        | Obras Sanitarias | 27 de enero | 11:00 |
| San Lorenzo (BA)    | 78-60   | Ferro (BA)          | Héctor Etchart   | 27 de enero | 19:00 |
| San Martín (C)      | 55-57   | Peñarol             | Obras Sanitarias | 27 de enero | 19:00 |
| Weber Bahía Basket  | 71-80   | Argentino (J)       | Héctor Etchart   | 27 de enero | 21:30 |
| Gimnasia (CR)       | 80-74   | Hispano Americano   | Obras Sanitarias | 27 de enero | 21:30 |
| Comunicaciones (M)  | 93-85   | Boca Juniors        | Obras Sanitarias | 28 de enero | 11:00 |
| La Unión de Formosa | 77-75   | Gimnasia (CR)       | Obras Sanitarias | 28 de enero | 19:00 |
| Platense            | 85-69   | Argentino (J)       | Héctor Etchart   | 28 de enero | 19:00 |
| Hispano Americano   | 96-80   | Weber Bahía Basket  | Héctor Etchart   | 28 de enero | 21:30 |
| San Martín (C)      | 67-76   | La Unión de Formosa | Obras Sanitarias | 30 de enero | 12:00 |

| La Unión de Formosa | 100-90 | Hispano Americano   | Héctor Etchart   | 1 de febrero | 22:00 |
| Ferro (BA)          | 67-62  | Platense            | Héctor Etchart   | 2 de febrero | 22:00 |
| San Martín (C)      | 70-89  | Hispano Americano   | Héctor Etchart   | 3 de febrero | 21:00 |
| Boca Juniors        | 88-81  | Platense            | Héctor Etchart   | 4 de febrero | 21:00 |
| San Martín (C)      | 82-77  | Ciclista Olímpico   | Héctor Etchart   | 5 de febrero | 11:00 |
| La Unión de Formosa | 70-80  | Platense            | Héctor Etchart   | 5 de febrero | 19:00 |
| Obras Basket        | 69-85  | San Lorenzo (BA)    | Héctor Etchart   | 5 de febrero | 21:30 |
| Ferro (BA)          | 61-68  | Atenas              | Héctor Etchart   | 6 de febrero | 11:00 |
| Gimnasia (CR)       | 87-76  | La Unión de Formosa | Héctor Etchart   | 7 de febrero | 11:00 |
| Peñarol             | 92-98  | San Martín (C)      | Obras Sanitarias | 7 de febrero | 11:00 |
| Comunicaciones (M)  | 97-78  | Argentino (J)       | Héctor Etchart   | 7 de febrero | 19:00 |
| Hispano Americano   | 75-63  | Oberá TC            | Obras Sanitarias | 7 de febrero | 19:00 |
| Ciclista Olímpico   | 76-80  | San Lorenzo (BA)    | Obras Sanitarias | 7 de febrero | 21:30 |
| Libertad            | 47-71  | Platense            | Héctor Etchart   | 7 de febrero | 21:30 |

| San Martín (C)      | 67-63  | Weber Bahía Basket  | Obras Sanitarias | 8 de febrero  | 11:00 |
| Gimnasia (CR)       | 68-97  | Regatas Corrientes  | Héctor Etchart   | 8 de febrero  | 14:00 |
| Argentino (J)       | 84-78  | Oberá TC            | Héctor Etchart   | 8 de febrero  | 16:30 |
| Peñarol             | 86-83  | Comunicaciones (M)  | Obras Sanitarias | 8 de febrero  | 16:30 |
| San Lorenzo (BA)    | 72-67  | Atenas              | Obras Sanitarias | 8 de febrero  | 19:00 |
| Ciclista Olímpico   | 84-80  | Boca Juniors        | Héctor Etchart   | 8 de febrero  | 19:00 |
| Platense            | 72-81  | Quimsa              | Héctor Etchart   | 8 de febrero  | 21:30 |
| Obras Basket        | 71-79  | Libertad            | Obras Sanitarias | 8 de febrero  | 21:30 |
| Obras Basket        | 81-78  | Instituto           | Obras Sanitarias | 9 de febrero  | 18:30 |
| Weber Bahía Basket  | 85-101 | Regatas Corrientes  | Héctor Etchart   | 9 de febrero  | 19:00 |
| Boca Juniors        | 76-74  | Quimsa              | Obras Sanitarias | 9 de febrero  | 21:30 |
| Boca Juniors        | 74-53  | Atenas              | Héctor Etchart   | 11 de febrero | 11:00 |
| Quimsa              | 84-74  | Obras Basket        | Obras Sanitarias | 11 de febrero | 11:00 |
| Libertad            | 64-58  | Ferro (BA)          | Héctor Etchart   | 11 de febrero | 14:00 |
| La Unión de Formosa | 83-77  | Argentino (J)       | Héctor Etchart   | 11 de febrero | 16:30 |
| Oberá TC            | 104-86 | Peñarol             | Obras Sanitarias | 11 de febrero | 16:30 |
| Hispano Americano   | 56-61  | Regatas Corrientes  | Obras Sanitarias | 11 de febrero | 18:45 |
| Comunicaciones (M)  | 82-55  | Weber Bahía Basket  | Héctor Etchart   | 11 de febrero | 18:45 |
| Instituto           | 80-100 | San Lorenzo (BA)    | Obras Sanitarias | 11 de febrero | 21:00 |
| San Martín (C)      | 56-72  | Gimnasia (CR)       | Héctor Etchart   | 11 de febrero | 21:00 |
| Ferro (BA)          | 66-91  | Quimsa              | Obras Sanitarias | 12 de febrero | 11:00 |
| Platense            | 55-65  | Atenas              | Héctor Etchart   | 12 de febrero | 11:00 |
| Peñarol             | 90-76  | La Unión de Formosa | Héctor Etchart   | 12 de febrero | 16:30 |
| Weber Bahía Basket  | 83-79  | Oberá TC            | Obras Sanitarias | 12 de febrero | 16:30 |
| Libertad            | 66-95  | San Lorenzo (BA)    | Héctor Etchart   | 12 de febrero | 18:45 |
| Argentino (J)       | 88-83  | Regatas Corrientes  | Obras Sanitarias | 12 de febrero | 19:00 |
| Comunicaciones (M)  | 74-71  | Gimnasia (CR)       | Héctor Etchart   | 12 de febrero | 21:30 |
| Obras Basket        | 74-75  | Ciclista Olímpico   | Obras Sanitarias | 12 de febrero | 21:30 |
| Instituto           | 68-88  | Boca Juniors        | Obras Sanitarias | 13 de febrero | 11:00 |
| Regatas Corrientes  | 81-77  | Peñarol             | Obras Sanitarias | 14 de febrero | 11:00 |
| Comunicaciones (M)  | 82-73  | Hispano Americano   | Héctor Etchart   | 14 de febrero | 11:00 |
| Liberad             | 66-81  | Boca Juniors        | Obras Sanitarias | 14 de febrero | 14:00 |
| San Martín (C)      | 68-59  | Argentino (J)       | Obras Sanitarias | 14 de febrero | 16:30 |
| Ciclista Olímpico   | 87-91  | Ferro (BA)          | Héctor Etchart   | 14 de febrero | 16:30 |
| La Unión de Formosa | 86-80  | Weber Bahía Basket  | Héctor Etchart   | 14 de febrero | 18:45 |
| Gimnasia (CR)       | 83-77  | Oberá TC            | Héctor Etchart   | 14 de febrero | 21:30 |

| Comunicaciones (M) | 95-71 | Oberá TC            | Héctor Etchart   | 15 de febrero | 19:00 |
| Libertad           | 84-67 | La Unión de Formosa | Héctor Etchart   | 15 de febrero | 21:30 |
| Oberá TC           | 89-79 | La Unión de Formosa | Héctor Etchart   | 17 de febrero | 11:00 |
| Ciclista Olímpico  | 66-94 | Platense            | Héctor Etchart   | 17 de febrero | 19:00 |
| Libertad           | 88-92 | Ciclista Olímpico   | Obras Sanitarias | 18 de febrero | 19:00 |

| Instituto        | 96-79 | Platense          | Obras Sanitarias | 1 de marzo | 19:00 |
| Obras Basket     | 75-58 | Ferro (BA)        | Obras Sanitarias | 3 de marzo | 19:00 |
| San Lorenzo (BA) | 79-73 | Platense          | Obras Sanitarias | 3 de marzo | 21:30 |
| San Martín (C)   | 95-75 | Oberá TC          | Obras Sanitarias | 6 de marzo | 11:00 |
| Atenas           | 80-56 | Ciclista Olímpico | Obras Sanitarias | 6 de marzo | 14:00 |
| Peñarol          | 68-72 | Libertad          | Obras Sanitarias | 6 de marzo | 21:30 |

| Oberá TC            | 71-68   | Atenas              | Héctor Etchart   | 8 de marzo  | 11:00 |
| Libertad            | 66-69   | San Martín (C)      | Héctor Etchart   | 8 de marzo  | 19:00 |
| La Unión de Formosa | 89-75   | Peñarol             | Héctor Etchart   | 8 de marzo  | 21:30 |
| Oberá TC            | 66-68   | Regatas Corrientes  | Héctor Etchart   | 9 de marzo  | 18:00 |
| Boca Juniors        | 64-67   | Ferro (BA)          | Héctor Etchart   | 9 de marzo  | 21:00 |
| Atenas              | 71-83   | Gimnasia (CR)       | Obras Sanitarias | 10 de marzo | 16:30 |
| Argentino (J)       | 72-74   | Libertad            | Héctor Etchart   | 10 de marzo | 16:30 |
| Peñarol             | 62-67   | Quimsa              | Obras Sanitarias | 10 de marzo | 19:00 |
| Weber Bahía Basket  | 70-82   | Ciclista Olímpico   | Héctor Etchart   | 10 de marzo | 19:00 |
| Hispano Americano   | 94-88   | Instituto           | Obras Sanitarias | 10 de marzo | 21:30 |
| Libertad            | 72-76   | Peñarol             | Obras Sanitarias | 11 de marzo | 16:30 |
| Atenas              | 71-80   | Hispano Americano   | Héctor Etchart   | 11 de marzo | 19:00 |
| Gimnasia (CR)       | 60-64   | Ciclista Olímpico   | Obras Sanitarias | 11 de marzo | 19:00 |
| Quimsa              | 92-80   | Weber Bahía Basket  | Obras Sanitarias | 11 de marzo | 21:30 |
| Argentino (J)       | 77-81   | Instituto           | Héctor Etchart   | 11 de marzo | 21:30 |
| Obras Basket        | 71-86   | Oberá TC            | Obras Sanitarias | 12 de marzo | 11:00 |
| Ferro (BA)          | 77-82   | La Unión de Formosa | Héctor Etchart   | 12 de marzo | 11:00 |
| Regatas Corrientes  | 69-62   | San Lorenzo (BA)    | Héctor Etchart   | 12 de marzo | 14:00 |
| Boca Juniors        | 64-56   | San Martín (C)      | Obras Sanitarias | 12 de marzo | 21:20 |
| Platense            | 97-95   | Comunicaciones (M)  | Héctor Etchart   | 12 de marzo | 21:20 |
| San Lorenzo (BA)    | 90-87   | La Unión de Formosa | Obras Sanitarias | 13 de marzo | 11:00 |
| Oberá TC            | 75-65   | Ferro (BA)          | Héctor Etchart   | 13 de marzo | 16:30 |
| Platense            | 83-63   | San Martín (C)      | Héctor Etchart   | 13 de marzo | 19:00 |
| Regatas Corrientes  | 77-95   | Boca Juniors        | Héctor Etchart   | 13 de marzo | 21:30 |
| Comunicaciones (M)  | 101-75  | Obras Basket        | Obras Sanitarias | 13 de marzo | 21:30 |
| Instituto           | 105-106 | Peñarol             | Héctor Etchart   | 14 de marzo | 16:30 |
| Atenas              | 112-116 | Argentino (J)       | Héctor Etchart   | 14 de marzo | 19:00 |
| Quimsa              | 70-76   | Gimnasia (CR)       | Héctor Etchart   | 14 de marzo | 21:00 |
| Weber Bahía Basket  | 58-85   | Libertad            | Obras Sanitarias | 14 de marzo | 21:00 |

| Argentino (J)       | 77-89  | Ciclista Olímpico   | Obras Sanitarias | 15 de marzo | 16:30 |
| Weber Bahía Basket  | 77-79  | Instituto           | Héctor Etchart   | 15 de marzo | 19:00 |
| Peñarol             | 73-72  | Atenas              | Obras Sanitarias | 15 de marzo | 19:00 |
| Gimnasia (CR)       | 80-63  | Libertad            | Héctor Etchart   | 15 de marzo | 21:30 |
| Regatas Corrientes  | 55-53  | Platense            | Héctor Etchart   | 16 de marzo | 16:30 |
| Ferro (BA)          | 67-84  | Comunicaciones (M)  | Héctor Etchart   | 16 de marzo | 19:00 |
| Oberá TC            | 73-76  | San Lorenzo (BA)    | Obras Sanitarias | 16 de marzo | 19:00 |
| Boca Juniors        | 78-73  | La Unión de Formosa | Héctor Etchart   | 16 de marzo | 21:30 |
| San Martín (C)      | 68-79  | Obras Basket        | Obras Sanitarias | 16 de marzo | 21:30 |
| San Lorenzo (BA)    | 98-74  | Comunicaciones (M)  | Héctor Etchart   | 17 de marzo | 16:30 |
| Oberá TC            | 94-77  | Boca Juniors        | Héctor Etchart   | 17 de marzo | 19:00 |
| Platense            | 82-85  | La Unión de Formosa | Obras Sanitarias | 17 de marzo | 19:00 |
| Ferro (BA)          | 67-61  | San Martín (C)      | Héctor Etchart   | 17 de marzo | 21:30 |
| Obras Basket        | 45-74  | Regatas Corrientes  | Obras Sanitarias | 17 de marzo | 22:30 |
| Ciclista Olímpico   | 80-72  | Peñarol             | Obras Sanitarias | 18 de marzo | 16:30 |
| Quimsa              | 75-74  | Argentino (J)       | Héctor Etchart   | 18 de marzo | 19:00 |
| Gimnasia (CR)       | 85-71  | Instituto           | Obras Sanitarias | 18 de marzo | 19:00 |
| Atenas              | 101-96 | Weber Bahía Basket  | Héctor Etchart   | 18 de marzo | 21:30 |
| Argentino (J)       | 88-87  | Peñarol             | Héctor Etchart   | 19 de marzo | 16:30 |
| Quimsa              | 81-85  | Libertad            | Obras Sanitarias | 19 de marzo | 16:30 |
| Weber Bahía Basket  | 62-99  | Gimnasia (CR)       | Héctor Etchart   | 19 de marzo | 19:00 |
| Atenas              | 73-82  | Instituto           | Héctor Etchart   | 19 de marzo | 21:30 |
| San Lorenzo (BA)    | 86-70  | San Martín (C)      | Obras Sanitarias | 20 de marzo | 11:00 |
| La Unión de Formosa | 77-80  | Obras Basket        | Héctor Etchart   | 20 de marzo | 11:00 |
| Oberá TC            | 54-60  | Platense            | Obras Sanitarias | 20 de marzo | 16:30 |
| Regatas Corrientes  | 74-77  | Ferro (BA)          | Héctor Etchart   | 20 de marzo | 20:00 |
| Boca Juniors        | 86-96  | Comunicaciones (M)  | Héctor Etchart   | 20 de marzo | 22:00 |
| Instituto           | 67-84  | Oberá TC            | Héctor Etchart   | 21 de marzo | 16:30 |
| Regatas Corrientes  | 71-85  | San Martín (C)      | Héctor Etchart   | 21 de marzo | 19:00 |
| San Lorenzo (BA)    | 81-88  | Quimsa              | Héctor Etchart   | 21 de marzo | 21:30 |

| Argentino (J)      | 76-96 | Gimnasia (CR)      | Héctor Etchart   | 22 de marzo | 11:00 |
| Atenas             | 77-91 | Libertad           | Héctor Etchart   | 22 de marzo | 21:30 |
| Weber Bahía        | 76-85 | Peñarol            | Obras Sanitarias | 23 de marzo | 20:00 |
| Atenas             | 77-81 | Obras Basket       | Héctor Etchart   | 24 de marzo | 11:00 |
| Ciclista Olímpico  | 56-80 | Regatas Corrientes | Héctor Etchart   | 24 de marzo | 16:30 |
| Peñarol            | 95-73 | Hispano Americano  | Héctor Etchart   | 24 de marzo | 19:00 |
| Comunicaciones (M) | 75-72 | Libertad           | Héctor Etchart   | 24 de marzo | 21:30 |
| Hispano Americano  | 83-81 | Libertad           | Héctor Etchart   | 26 de marzo | 19:30 |
| Hispano Americano  | 75-90 | Ciclista Olímpico  | Héctor Etchart   | 27 de marzo | 19:30 |
| Instituto          | 86-74 | Ciclista Olímpico  | Obras Sanitarias | 28 de marzo | 21:00 |
| Libertad           | 79-77 | Instituto          | Obras Sanitarias | 29 de marzo | 21:00 |
| Instituto          | 81-63 | Ferro (BA)         | Obras Sanitarias | 31 de marzo | 21:10 |
| Instituto          | 67-71 | Quimsa             | Obras Sanitarias | 2 de abril  | 19:30 |
| Instituto          | 70-82 | San Martín (C)     | Obras Sanitarias | 3 de abril  | 11:00 |
| Quimsa             | 79-64 | Hispano Americano  | Obras Sanitarias | 3 de abril  | 19:30 |

### Segunda fase; play-offs

#### Play-offs de permanencia
Atenas - Weber Bahía Basket
| 6 de abril, 21:30                                                                            | Atenas                                                         | 84–68                | Weber Bahía Basket                                              | Buenos Aires |  |
|                                                                                              | Parciales: 20-13, 24-16, 18-22, 22-17                          |                      |                                                                 | |  |
|                                                                                              | Estadísticas Josh Nzeakor 25 Leonardo Lema 9 Matías Martínez 3 | Reporte Pts Reb Asts | Estadísticas 21 Caio Pacheco 8 Bautista Lugarini 2 Caio Pacheco | Pabellón: Estadio Obras Sanitarias, El Templo del Rock Árbitros: * Juan Fernández * Rodrigo Castillo * Raúl Sánchez |  |
| Serie: 1-0                                                                                   |                                                                |                      |                                                                 | |  |
| Encuentro suspendido durante aproximadamente una hora por fallas en el reloj de 24 segundos. |                                                                |                      |                                                                 | |  |

| 8 de abril, 21:30 | Weber Bahía Basket                                                  | 60–70                | Atenas                                                      | Buenos Aires |  |  |
|                   | Parciales: 18-13, 8-16, 16-16, 18-25                                |                      |                                                             | |  |  |
|                   | Estadísticas Caio Pacheco 20 Gabriel Novaes Souza 11 Caio Pacheco 4 | Reporte Pts Reb Asts | Estadísticas 19 Lucas Machuca 8 Leonardo Lema 2 Pablo Bruna | Pabellón: Estadio Obras Sanitarias, El Templo del Rock Árbitros: * Alejandro Chiti * Sebastián Moncloba * Gustavo D'Anna Televisión: TyC Sports |  |  |
| Serie: 0-2        |                                                                     |                      |                                                             | |  |  |
|                   |                                                                     |                      |                                                             | |  |  |

| Atenas Ganador; mantiene la división | Bahía Basket Perdedor; desciende |

#### Play-offs de campeonato

##### Cuadro
|  | Reclasificación | Reclasificación    | Reclasificación    |                    |   | Cuartos de final | Cuartos de final | Cuartos de final |  |     | Semifinales      | Semifinales | Semifinales |  |     | Final  | Final | Final |  |
|  |                 |                    |                    |                    |   |                  |                  |                  |  |     |                  |             |             |  |     |        |       |       |  |
|  |                 |                    |                    |                    |   |                  |                  |                  |  |     |                  |             |             |  |     |        |       |       |  |
|  |                 |                    |                    |                    |   |                  |                  |                  |  |     |                  |             |             |  |     |        |       |       |  |
|  |                 |                    |                    |                    |   |                  |                  |                  |  |     |                  |             |             |  |     |        |       |       |  |
|  |                 |                    |                    |                    |   |                  |                  |                  |  |     |                  |             |             |  |     |        |       |       |  |
|  |                 | 1.°                | Quimsa             | 2                  |   |                  |                  |                  |  |     |                  |             |             |  |     |        |       |       |  |
|  |                 |                    |                    | 2                  |   |                  |                  |                  |  |     |                  |             |             |  |     |        |       |       |  |
|  |                 |                    | 11.°               | Comunicaciones (M) | 0 |                  |                  |                  |  |     |                  |             |             |  |     |        |       |       |  |
|  | 6.°             | Obras Basket       | 11.°               | Comunicaciones (M) | 0 | 0                |                  |                  |  |     |                  |             |             |  |     |        |       |       |  |
|  | 6.°             | Obras Basket       |                    |                    |   |                  |                  |                  |  |     |                  |             |             |  |     |        |       |       |  |
|  | 11.°            | Comunicaciones (M) | 2                  |                    |   |                  |                  |                  |  |     |                  |             |             |  |     |        |       |       |  |
|  | 11.°            | Comunicaciones (M) | 2                  |                    |   |                  |                  |                  |  | 1.° | Quimsa           | 2           |             |  |     |        |       |       |  |
|  |                 |                    |                    |                    |   |                  |                  |                  |  | 1.° | Quimsa           | 2           |             |  |     |        |       |       |  |
|  |                 |                    | 4.°                | Boca Juniors       | 0 |                  |                  |                  |  |     |                  |             |             |  |     |        |       |       |  |
|  |                 |                    | 4.°                | Boca Juniors       | 0 |                  |                  |                  |  |     |                  |             |             |  |     |        |       |       |  |
|  |                 |                    |                    |                    |   |                  |                  |                  |  |     |                  |             |             |  |     |        |       |       |  |
|  |                 |                    |                    |                    |   |                  |                  |                  |  |     |                  |             |             |  |     |        |       |       |  |
|  |                 | 4.°                | Boca Juniors       | 2                  |   |                  |                  |                  |  |     |                  |             |             |  |     |        |       |       |  |
|  |                 |                    |                    | 2                  |   |                  |                  |                  |  |     |                  |             |             |  |     |        |       |       |  |
|  |                 |                    | 5.°                | Gimnasia (CR)      | 0 |                  |                  |                  |  |     |                  |             |             |  |     |        |       |       |  |
|  | 5.°             | Gimnasia (CR)      | 5.°                | Gimnasia (CR)      | 0 | 2                |                  |                  |  |     |                  |             |             |  |     |        |       |       |  |
|  | 5.°             | Gimnasia (CR)      |                    |                    |   |                  |                  |                  |  |     |                  |             |             |  |     |        |       |       |  |
|  | 12.°            | Hispano Americano  | 0                  |                    |   |                  |                  |                  |  |     |                  |             |             |  |     |        |       |       |  |
|  | 12.°            | Hispano Americano  | 0                  |                    |   |                  |                  |                  |  |     |                  |             |             |  | 1.° | Quimsa | 2     |       |  |
|  |                 |                    |                    |                    |   |                  |                  |                  |  |     |                  |             |             |  | 1.° | Quimsa | 2     |       |  |
|  |                 |                    | 2.°                | San Lorenzo (BA)   | 3 |                  |                  |                  |  |     |                  |             |             |  |     |        |       |       |  |
|  |                 |                    | 2.°                | San Lorenzo (BA)   | 3 |                  |                  |                  |  |     |                  |             |             |  |     |        |       |       |  |
|  |                 |                    |                    |                    |   |                  |                  |                  |  |     |                  |             |             |  |     |        |       |       |  |
|  |                 |                    |                    |                    |   |                  |                  |                  |  |     |                  |             |             |  |     |        |       |       |  |
|  |                 | 2.°                | San Lorenzo (BA)   | 2                  |   |                  |                  |                  |  |     |                  |             |             |  |     |        |       |       |  |
|  |                 |                    |                    | 2                  |   |                  |                  |                  |  |     |                  |             |             |  |     |        |       |       |  |
|  |                 |                    | 8.°                | Instituto          | 0 |                  |                  |                  |  |     |                  |             |             |  |     |        |       |       |  |
|  | 8.°             | Instituto          | 8.°                | Instituto          | 0 | 2                |                  |                  |  |     |                  |             |             |  |     |        |       |       |  |
|  | 8.°             | Instituto          |                    |                    |   |                  |                  |                  |  |     |                  |             |             |  |     |        |       |       |  |
|  | 9.°             | Ciclista Olímpico  | 1                  |                    |   |                  |                  |                  |  |     |                  |             |             |  |     |        |       |       |  |
|  | 9.°             | Ciclista Olímpico  | 1                  |                    |   |                  |                  |                  |  | 2.° | San Lorenzo (BA) | 2           |             |  |     |        |       |       |  |
|  |                 |                    |                    |                    |   |                  |                  |                  |  | 2.° | San Lorenzo (BA) | 2           |             |  |     |        |       |       |  |
|  |                 |                    | 7.°                | San Martín (C)     | 1 |                  |                  |                  |  |     |                  |             |             |  |     |        |       |       |  |
|  |                 |                    | 7.°                | San Martín (C)     | 1 |                  |                  |                  |  |     |                  |             |             |  |     |        |       |       |  |
|  |                 |                    |                    |                    |   |                  |                  |                  |  |     |                  |             |             |  |     |        |       |       |  |
|  |                 |                    |                    |                    |   |                  |                  |                  |  |     |                  |             |             |  |     |        |       |       |  |
|  |                 | 3.°                | Regatas Corrientes | 1                  |   |                  |                  |                  |  |     |                  |             |             |  |     |        |       |       |  |
|  |                 |                    |                    | 1                  |   |                  |                  |                  |  |     |                  |             |             |  |     |        |       |       |  |
|  |                 |                    | 7.°                | San Martín (C)     | 2 |                  |                  |                  |  |     |                  |             |             |  |     |        |       |       |  |
|  | 7.°             | San Martín (C)     | 7.°                | San Martín (C)     | 2 | 2                |                  |                  |  |     |                  |             |             |  |     |        |       |       |  |
|  | 7.°             | San Martín (C)     |                    |                    |   |                  |                  |                  |  |     |                  |             |             |  |     |        |       |       |  |
|  | 10.°            | Platense           | 1                  |                    |   |                  |                  |                  |  |     |                  |             |             |  |     |        |       |       |  |
|  | 10.°            | Platense           | 1                  |                    |   |                  |                  |                  |  |     |                  |             |             |  |     |        |       |       |  |
|  |                 |                    |                    |                    |   |                  |                  |                  |  |     |                  |             |             |  |     |        |       |       |  |

Nota: Los equipos ubicados en la primera línea obtuvieron ventaja de localía.
Los resultados a la derecha de cada equipo representan los partidos ganados en la serie.

##### Reclasificación
Gimnasia y Esgrima (Comodoro Rivadavia) - Hispano Americano
| 15 de abril, 19:00                                  | Gimnasia (CR)                                                     | 81–69                | Hispano Americano                                              | Buenos Aires |  |
|                                                     | Parciales: 22-19, 14-19, 19-19, 26-12                             |                      |                                                                | |  |
|                                                     | Estadísticas Sebastián Vega 30 Miguel Ruíz 12 Sebastián Orresta 3 | Reporte Pts Reb Asts | Estadísticas 22 Thomas Cooper 6 Lucas Gargallo 3 Thomas Cooper | Pabellón: Estadio Obras Sanitarias, El Templo del Rock Árbitros: * Oscar Brítez * Roberto Smith * Cristian Salguero |  |
| Serie: 1-0                                          |                                                                   |                      |                                                                | |  |
| Originalmente programado para el 7 de abril, 19:00. |                                                                   |                      |                                                                | |  |

| 16 de abril, 18:00 | Hispano Americano                                               | 45–84                | Gimnasia (CR)                                                      | Buenos Aires |  |
| | Parciales: 7-20, 12-17, 16-23, 10-24                            |                      |                                                                    | |  |
| | Estadísticas Bruno Sansimoni 12 Thomas Cooper 8 Thomas Cooper 3 | Reporte Pts Reb Asts | Estadísticas 18 Sebastián Vega 10 Diego Romero 3 Sebastián Orresta | Pabellón: Estadio Obras Sanitarias, El Templo del Rock Árbitros: * Diego Rougier * Rodrigo Castillo * Pedro Hoyo |  |
| Serie: 0-2 |                                                                 |                      |                                                                    | |  |
| Originalmente programado para el 8 de abril, 19:00. Reprogramado para el 16 de abril, 21:30 y luego se adelantó el horario. |                                                                 |                      |                                                                    | |  |

Obras Basket - Comunicaciones (Mercedes)
| 16 de abril, 15:30 | Obras Basket                                                                   | 70–73                | Comunicaciones (M)                                                   | Buenos Aires |  |
| | Parciales: 14-14, 11-15, 19-23, 26-21                                          |                      |                                                                      | |  |
| | Estadísticas Fernando Zurbriggen 32 Víctor André Toyo 10 Fernando Zurbriggen 5 | Reporte Pts Reb Asts | Estadísticas 15 Jordan Adamas 14 Mariano Fierro 5 Juan Pablo Cantero | Pabellón: Estadio Obras Sanitarias, El Templo del Rock Árbitros: * Fabricio Vito * Sebastián Moncloba * Maximiliano Cáceres |  |
| Serie: 0-1 |                                                                                |                      |                                                                      | |  |
| Originalmente programado para el 5 de abril, 19:00. Reprogramado para el 16 de abril a las 19:00 y finalmente adelantado el horario. |                                                                                |                      |                                                                      | |  |

| 17 de abril, 18:00                                  | Comunicaciones (M)                                            | 80–62                | Obras Basket                                                                    | Buenos Aires                                                         |  |
|                                                     | Parciales: 22-11, 21-15, 14-20, 23-16                         |                      |                                                                                 |                                                                      |  |
|                                                     | Estadísticas Jordan Adams 25 Mariano Fierro 13 Jordan Adams 2 | Reporte Pts Reb Asts | Estadísticas 15 Federico Zurbriggen 5 Federico Zurbriggen 4 Federico Zurbriggen | Pabellón: Estadio Obras Sanitarias, El Templo del Rock Árbitros: * * |  |
| Serie: 2-0                                          |                                                               |                      |                                                                                 |                                                                      |  |
| Originalmente programado para el 6 de abril, 19:00. |                                                               |                      |                                                                                 |                                                                      |  |

San Martín (Corrientes) - Platense
| 7 de abril, 19:00 | San Martín (C)                                                       | 79–70                | Platense                                                           | Buenos Aires                                                                                    |  |  |
|                   | Parciales: 23-16, 18-18, 12-19, 26-17                                |                      |                                                                    |                                                                                                 |  |  |
|                   | Estadísticas Tomás Zanzottera 17 Iván Basualdo 6 Sebastián Acevedo 5 | Reporte Pts Reb Asts | Estadísticas 21 Lucas Goldenberg 8 Lucas Goldenberg 4 Andrés Lugli | Pabellón: Estadio Héctor Etchart Árbitros: * Leandro Lezcano * Julio Dinamarca * Gustavo D'Anna |  |  |
| Serie: 1-0        |                                                                      |                      |                                                                    |                                                                                                 |  |  |
|                   |                                                                      |                      |                                                                    |                                                                                                 |  |  |

| 8 de abril, 21:30 | Platense                                                               | 89–85                | San Martín (C)                                                | Buenos Aires                                                                              |  |  |
|                   | Parciales: 21-13, 16-10, 15-21, 15-23 (T.E.: 10-10, 12-8)              |                      |                                                               |                                                                                           |  |  |
|                   | Estadísticas Lucas Goldenberg 21 Lucas Goldenberg 10 Facundo Vázquez 4 | Reporte Pts Reb Asts | Estadísticas 22 Matías Solanas 6 Javier Saiz 5 Matías Solanas | Pabellón: Estadio Héctor Etchart Árbitros: * Pabló Estévez * Raúl Sánchez * Danilo Molina |  |  |
| Serie: 1-1        |                                                                        |                      |                                                               |                                                                                           |  |  |
|                   |                                                                        |                      |                                                               |                                                                                           |  |  |

| 11 de abril, 19:00 | San Martín (C)                                                    | 85–68                | Platense                                                            | Buenos Aires                                                                                  |  |  |
|                    | Parciales: 25-20, 14-17, 26-12, 20-19                             |                      |                                                                     |                                                                                               |  |  |
|                    | Estadísticas Sebastián Acevedo 17 Javier Saiz 6 Jonatan Machuca 5 | Reporte Pts Reb Asts | Estadísticas 13 Facundo Vázquez 5 Facundo Vázquez 4 Facundo Vázquez | Pabellón: Estadio Héctor Etchart Árbitros: * Juan Fernández * Fabricio Vito * Gonzalo Delsart |  |  |
| Serie: 2-1         |                                                                   |                      |                                                                     |                                                                                               |  |  |
|                    |                                                                   |                      |                                                                     |                                                                                               |  |  |

Instituto - Ciclista Olímpico
| 7 de abril, 21:30 | Instituto                                                      | 87–89                | Ciclista Olímpico                                           | Buenos Aires                                                                                          |  |  |
|                   | Parciales: 16-15, 25-16, 28-20, 18-38                          |                      |                                                             | |  |  |
|                   | Estadísticas Martín Cuello 33 Pablo Espinoza 9 Martín Cuello 4 | Reporte Pts Reb Asts | Estadísticas 24 Eric Flor 7 Lucas Ortíz 6 Guillermo Aliende | Pabellón: Estadio Hector Etchart Árbitros: * Juan Fernández * Danilo Molina * Maximiliano Piedrabuena |  |  |
| Serie: 0-1        |                                                                |                      |                                                             | |  |  |
|                   |                                                                |                      |                                                             | |  |  |

| 8 de abril, 19:00 | Ciclista Olímpico                                          | 64–79                | Instituto                                                         | Buenos Aires |  |  |
|                   | Parciales: 14-18, 18-20, 24-20, 8-21                       |                      |                                                                   | |  |  |
|                   | Estadísticas Eric Flor 13 Santiago Arese 8 Gastón Whelan 3 | Reporte Pts Reb Asts | Estadísticas 25 Santiago Scala 12 Ignacio Alessio 5 Juan Brussino | Pabellón: Estadio Héctor Etchart Árbitros: * Leandro Lezacano * Julio Dinamarca * Gonzalo Delsart Televisión: DirecTV Sports |  |  |
| Serie: 1-1        |                                                            |                      |                                                                   | |  |  |
|                   |                                                            |                      |                                                                   | |  |  |

| 10 de abril, 11:00 | Instituto                                                       | 91–87                | Ciclista Olímpico                                        | Buenos Aires |  |  |
|                    | Parciales: 24-19, 24-28, 18-18, 25-22                           |                      |                                                          | |  |  |
|                    | Estadísticas Juan Brussino 25 Pablo Espinoza 10 Juan Brussino 5 | Reporte Pts Reb Asts | Estadísticas 30 Eric Flor 6 Diego Guaita 2 Gastón Whelan | Pabellón: Estadio Héctor Etchart Árbitros: * Fernando Sampietro * Rodrigo Castillo * Maximiliano Cáceres Televisión: TyC Sports |  |  |
| Serie: 2-1         |                                                                 |                      |                                                          | |  |  |
|                    |                                                                 |                      |                                                          | |  |  |

##### Cuartos de final
Quimsa - Comunicaciones (Mercedes)
| 20 de abril, 18:00 | Quimsa                                                                     | 84–76                | Comunicaciones (M)                                                   | Buenos Aires                                                                              |  |  |
|                    | Parciales: 26-13, 22-19, 18-24, 18-20                                      |                      |                                                                      |                                                                                           |  |  |
|                    | Estadísticas Ismael Romero Fernández 20 Mauro Cosolito 5 Nicolás Copello 6 | Reporte Pts Reb Asts | Estadísticas 20 Miguel Gerlero 10 Mariano Fierro 4 Juan Manuel Bejar | Pabellón: Estadio Héctor Etchart Árbitros: * Pablo Estévez * Julio Dinamarca * Pedro Hoyo |  |  |
| Serie: 1-0         |                                                                            |                      |                                                                      |                                                                                           |  |  |
|                    |                                                                            |                      |                                                                      |                                                                                           |  |  |

| 22 de abril, 15:30 | Comunicaciones (M)                                           | 80–90                | Quimsa                                                           | Buenos Aires                                                                                    |  |  |
|                    | Parciales: 26-18, 12-24, 26-18, 16-30                        |                      |                                                                  |                                                                                                 |  |  |
|                    | Estadísticas Jordan Adams 22 Miguel Gerlero 6 Jordan Adams 5 | Reporte Pts Reb Asts | Estadísticas 18 Nicolás Copello 8 Leo Mainoldi 4 Nicolás Copello | Pabellón: Estadio Héctor Etchart Árbitros: * Fabricio Vito * Leonardo Zalazar * Gonzalo Delsart |  |  |
| Serie: 0-2         |                                                              |                      |                                                                  |                                                                                                 |  |  |
|                    |                                                              |                      |                                                                  |                                                                                                 |  |  |

San Lorenzo (Buenos Aires) - Instituto
| 21 de abril, 18:00 | San Lorenzo (BA)                                                | 103–76               | Instituto                                                        | Buenos Aires |  |  |
|                    | Parciales: 22-13, 27-22, 24-23, 30-18                           |                      |                                                                  | |  |  |
|                    | Estadísticas José Vildoza 27 Máximo Fjellerup 10 José Vildoza 5 | Reporte Pts Reb Asts | Estadísticas 21 Martín Cuello 10 Pablo Espinoza 5 Santiago Scala | Pabellón: Estadio Héctor Etchart Árbitros: * Fernando Sampietro * Daniel Rodrigo * Sergio Tarifeño Televisión: TyC Sports |  |  |
| Serie: 1-0         |                                                                 |                      |                                                                  | |  |  |
|                    |                                                                 |                      |                                                                  | |  |  |

| 23 de abril, 15:30 | Instituto                                                      | 78–98                | San Lorenzo (BA)                                                  | Buenos Aires                                                                                         |  |  |
|                    | Parciales: 15-15, 14-22, 30-35, 19-26                          |                      |                                                                   | |  |  |
|                    | Estadísticas Mateo Chiarini 18 Martín Cuello 9 Martín Cuello 6 | Reporte Pts Reb Asts | Estadísticas 24 Nicolás Romano 9 Nicolás Romano 6 Nicolás Aguirre | Pabellón: Estadio Héctor Etchart Árbitros: * Alejandro Chiti * Rodrigo Castillo * Sebastián Moncloba |  |  |
| Serie: 0-2         |                                                                |                      |                                                                   | |  |  |
|                    |                                                                |                      |                                                                   | |  |  |

Regatas Corrientes - San Martín (Corrientes)
| 21 de abril, 15:30 | Regatas Corrientes                                                   | 75–56                | San Martín (C)                                                    | Buenos Aires                                                                                  |  |  |
|                    | Parciales: 19-9, 16-19, 26-16, 14-12                                 |                      |                                                                   |                                                                                               |  |  |
|                    | Estadísticas Leandro Vildoza 15 Patricio Tabárez 7 Juan Pablo Arengo | Reporte Pts Reb Asts | Estadísticas 14 Jonathan Machuca 5 Matías Solanas 4 Iván Basualdo | Pabellón: Estadio Héctor Etchart Árbitros: * Oscar Brítez * Sebastián Moncloba * Raúl Sánchez |  |  |
| Serie: 1-0         |                                                                      |                      |                                                                   |                                                                                               |  |  |
|                    |                                                                      |                      |                                                                   |                                                                                               |  |  |

| 23 de abril, 18:00 | San Martín (C)                                                        | 94–92                | Regatas Corrientes                                                   | Buenos Aires |  |  |
|                    | Parciales: 18-19, 16-10, 22-26, 24-25 (T.E.: 14-12)                   |                      |                                                                      | |  |  |
|                    | Estadísticas Jonathan Machuca 21 Emiliano Basabe 9 Jonathan Machuca 9 | Reporte Pts Reb Asts | Estadísticas 18 Patricio Tabárez 7 Tayavek Gallizi 4 Tayavek Gallizi | Pabellón: Estadio Héctor Etchart Árbitros: * Juan Fernández * Diego Rougier * Sergio Tarifeño Televisión: DirecTV Sports |  |  |
| Serie: 1-1         |                                                                       |                      |                                                                      | |  |  |
|                    |                                                                       |                      |                                                                      | |  |  |

| 25 de abril, 10:30 | Regatas Corrientes                                                     | 60–77                | San Martín (C)                                                          | Buenos Aires |  |  |
|                    | Parciales: 17-11, 14-20, 14-21, 15-25                                  |                      |                                                                         | |  |  |
|                    | Estadísticas Tayavek Gallizzi 15 Martín Fernández 7 Patricio Tabárez 2 | Reporte Pts Reb Asts | Estadísticas 17 Jonathan Machuca 7 Sebastián Acevedo 2 Tomás Zanzottera | Pabellón: Estadio Obras Sanitarias, El Templo del Rock Árbitros: * Fabricio Vito * Fernando Sampietro * Pedro Hoyo Televisión: TyC Sports |  |  |
| Serie: 1-2         |                                                                        |                      |                                                                         | |  |  |
|                    |                                                                        |                      |                                                                         | |  |  |

Boca Juniors - Gimnasia y Esgrima (Comodoro Rivadavia)
| 20 de abril, 15:30 | Boca Juniors                                                     | 79–70                | Gimnasia (CR)                                                            | Buenos Aires                                                                                  |  |  |
|                    | Parciales: 18-19, 18-14, 20-27, 23-10                            |                      |                                                                          |                                                                                               |  |  |
|                    | Estadísticas Tavario Miller 21 Tavario Miller 9 Carlos Buendía 6 | Reporte Pts Reb Asts | Estadísticas 18 Sebastián Orresta 7 Franco Giorgetti 2 Sebastián Orresta | Pabellón: Estadio Héctor Etchart Árbitros: * Juan Fernández * Leandro Lezcano * Roberto Smith |  |  |
| Serie: 1-0         |                                                                  |                      |                                                                          |                                                                                               |  |  |
|                    |                                                                  |                      |                                                                          |                                                                                               |  |  |

| 22 de abril, 18:05 | Gimnasia (CR)                                              | 70–78                | Boca Juniors                                                         | Buenos Aires |  |  |
|                    | Parciales: 14-17, 18-19, 15-17, 23-25                      |                      |                                                                      | |  |  |
|                    | Estadísticas Miguel Ruiz 14 Miguel Ruiz 8 Sebastián Vega 4 | Reporte Pts Reb Asts | Estadísticas 15 Leonel Schattmann 8 Tonny Trocha 5 Leonel Schattmann | Pabellón: Estadio Héctor Etchart Árbitros: * Alejandro Chiti * Julio Dinamarca * Javier Mendoza Televisión: TyC Sports |  |  |
| Serie: 0-2         |                                                            |                      |                                                                      | |  |  |
|                    |                                                            |                      |                                                                      | |  |  |

##### Semifinales
Quimsa - Boca Juniors
| 27 de abril, 18:00 | Quimsa                                                                               | 85–78                | Boca Juniors                                                                | Buenos Aires |  |  |
|                    | Parciales: 22-19, 18-14, 21-28, 24-17                                                |                      |                                                                             | |  |  |
|                    | Estadísticas Ismael Romero Fernández 22 Ismael Romero Fernández 9 Brandon Robinson 6 | Reporte Pts Reb Asts | Estadísticas 19 Leonel Schattmann 11 Tavario Miller 5 Nicolás De Los Santos | Pabellón: Estadio Obras Sanitarias, El Templo del Rock Árbitros: * Pablo Estévez * Rodrigo Castillo * Pedro Hoyo |  |  |
| Serie: 1-0         |                                                                                      |                      |                                                                             | |  |  |
|                    |                                                                                      |                      |                                                                             | |  |  |

| 29 de abril, 18:00 | Boca Juniors                                                           | 73–82                | Quimsa                                                                        | Buenos Aires |  |  |
|                    | Parciales: 16-16, 20-14, 16-27, 21-25                                  |                      |                                                                               | |  |  |
|                    | Estadísticas Federico Aguerre 15 Tavario Miller 13 Leonel Schattmann 3 | Reporte Pts Reb Asts | Estadísticas 26 Brandon Robinson 10 Fabián Ramírez Barrios 4 Brandon Robinson | Pabellón: Estadio Obras Sanitarias, El Templo del Rock Árbitros: * Fabricio Vitto * Leandro Lezcano * Sebastián Moncloba Televisión: TyC Sports |  |  |
| Serie: 0-2         |                                                                        |                      |                                                                               | |  |  |
|                    |                                                                        |                      |                                                                               | |  |  |

San Lorenzo (Buenos Aires) - San Martín (Corrientes)
| 28 de abril, 18:00 | San Lorenzo (BA)                                                  | 73–90                | San Martín (C)                                                  | Buenos Aires |  |  |
|                    | Parciales: 5-28, 20-21, 36-26, 12-15                              |                      |                                                                 | |  |  |
|                    | Estadísticas Máximo Fjellerup 20 Kevin Hernández 6 José Vildoza 3 | Reporte Pts Reb Asts | Estadísticas 23 Javier Saiz 8 Matías Solanas 5 Jonathan Machuca | Pabellón: Estadio Obras Sanitarias, El Templo del Rock Árbitros: * Oscar Brítez * Leonardo Salazar * Raúl Sánchez |  |  |
| Serie: 0-1         |                                                                   |                      |                                                                 | |  |  |
|                    |                                                                   |                      |                                                                 | |  |  |

| 30 de abril, 18:00 | San Martín (C)                                                     | 61–89                | San Lorenzo (BA)                                                | Buenos Aires |  |  |
|                    | Parciales: 17-19, 16-19, 9-27, 19-24                               |                      |                                                                 | |  |  |
|                    | Estadísticas Sebastián Acevedo 18 Javier Saiz 5 Jonathan Machuca 3 | Reporte Pts Reb Asts | Estadísticas 20 Nicolás Romano 7 Kevin Hernández 6 José Vildoza | Pabellón: Estadio Obras Sanitarias, El Templo del Rock Árbitros: * Leandro Lezcano * Fernando Sampietro * Diego Rougier Televisión: DirecTV Sports |  |  |
| Serie: 1-1         |                                                                    |                      |                                                                 | |  |  |
|                    |                                                                    |                      |                                                                 | |  |  |

| 2 de mayo, 18:00 | San Lorenzo (BA)                                             | 72–69                | San Martín (C)                                                        | Buenos Aires |  |  |
|                  | Parciales: 20-15, 27-20, 18-19, 7-15                         |                      |                                                                       | |  |  |
|                  | Estadísticas Roberto Acuña 18 Roberto Acuña 9 José Vildoza 2 | Reporte Pts Reb Asts | Estadísticas 20 Jonathan Machuca 9 Emiliano Basabe 4 Jonathan Machuca | Pabellón: Estadio Obras Sanitarias, El Templo del Rock Árbitros: * Alejandro Chiti * Oscar Brítez * Rodrigo Castillo |  |  |
| Serie: 2-1       |                                                              |                      |                                                                       | |  |  |
|                  |                                                              |                      |                                                                       | |  |  |

##### Final
Quimsa - San Lorenzo (Buenos Aires)
| 6 de mayo, 17:00 | Quimsa                                                                    | 75–68                | San Lorenzo (BA)                                                  | Buenos Aires |  |  |
|                  | Parciales: 21-16, 14-13, 16-20, 24-19                                     |                      |                                                                   | |  |  |
|                  | Estadísticas Franco Baralle 17 Nicolás Copello 6 Fabián Ramírez Barrios 2 | Reporte Pts Reb Asts | Estadísticas 21 José Vildoza 7 Máximo Fjellerup 4 Nicolás Aguirre | Pabellón: Estadio Obras Sanitarias, El Templo del Rock Árbitros: * Fabricio Vito * Pablo Estévez * Pedro Hoyo Televisión: TyC Sports |  |  |
| Serie: 1-0       |                                                                           |                      |                                                                   | |  |  |
|                  |                                                                           |                      |                                                                   | |  |  |

| 9 de mayo, 11:00 | Quimsa                                                                       | 72–81                | San Lorenzo (BA)                                              | Buenos Aires |  |  |
|                  | Parciales: 21-18, 18-15, 21-26, 12-                                          |                      |                                                               | |  |  |
|                  | Estadísticas Brandon Robinson 24 Ismael Romero Fernández 7 Nicolás Copello 4 | Reporte Pts Reb Asts | Estadísticas 21 José Vildoza 7 Luis Montero 4 Nicolás Aguirre | Pabellón: Estadio Obras Sanitarias, El Templo del Rock Árbitros: * Alejandro Chiti * Leonardo Zalazar * Sebastián Moncloba Televisión: TyC Sports |  |  |
| Serie: 1-1       |                                                                              |                      |                                                               | |  |  |
|                  |                                                                              |                      |                                                               | |  |  |

| 11 de mayo, 17:00 | San Lorenzo (BA)                                              | 89–66                | Quimsa                                                               | Buenos Aires |  |  |
|                   | Parciales: 27-16, 26-15, 16-25, 20-10                         |                      |                                                                      | |  |  |
|                   | Estadísticas José Vildoza 22 Nicolás Romano 5 Nicolás Aguirre | Reporte Pts Reb Asts | Estadísticas 17 Brandon Robinson 7 Alejandro Diez 4 Brandon Robinson | Pabellón: Estadio Obras Sanitarias, El Templo del Rock Árbitros: * Leandro Lezcano * Oscar Brítez * Raúl Sánchez Televisión: TyC Sports |  |  |
| Serie: 2-1        |                                                               |                      |                                                                      | |  |  |
|                   |                                                               |                      |                                                                      | |  |  |

| 13 de mayo, 18:00 | San Lorenzo (BA)                                                  | 83–90                | Quimsa                                                                        | Buenos Aires |  |  |
|                   | Parciales: 16-18, 25-33, 27-22, 15-17                             |                      |                                                                               | |  |  |
|                   | Estadísticas José Vildoza 19 Máximo Fjellerup 9 Nicolás Aguirre 4 | Reporte Pts Reb Asts | Estadísticas 32 Brandon Robinson 10 Ismael Romero Fernández 3 Nicolás Copello | Pabellón: Estadio Obras Sanitarias, El Templo del Rock Árbitros: * Fabricio Vito * Pablo Estévez * Rodrigo Castillo Televisión: TyC Sports |  |  |
| Serie: 2-2        |                                                                   |                      |                                                                               | |  |  |
|                   |                                                                   |                      |                                                                               | |  |  |

| 15 de mayo, 11:00 | Quimsa                                                                     | 77–82                | San Lorenzo (BA)                                                    | Buenos Aires |  |  |
|                   | Parciales: 18-17, 22-13, 22-28                                             |                      |                                                                     | |  |  |
|                   | Estadísticas Brandon Robinson 20 Mauro Cosolito 7 Fabián Ramírez Barrios 4 | Reporte Pts Reb Asts | Estadísticas 18 José Vildoza 10 Máximo Fjellerup 2 Máximo Fjellerup | Pabellón: Estadio Obras Sanitarias, El Templo del Rock Árbitros: * Alejandro Chiti * Oscar Brítez * Leandro Lezcano Televisión: TyC Sports |  |  |
| Serie: 2-3        |                                                                            |                      |                                                                     | |  |  |
|                   |                                                                            |                      |                                                                     | |  |  |

## Posiciones finales
| Posiciones finales. | Posiciones finales.           | Posiciones finales. | Posiciones finales. | Posiciones finales. | Posiciones finales. | Posiciones finales. | Posiciones finales. | Posiciones finales. | Posiciones finales. |
| Equipo              | Equipo                        | Pts                 | Prom                | PJ                  | PG                  | PP                  | TF                  | TC                  | Dif                 |
| ------------------- | ----------------------------- | ------------------- | ------------------- | ------------------- | ------------------- | ------------------- | ------------------- | ------------------- | ------------------- |
| 1.º                 | San Lorenzo (BA) (C)          | 83                  | 72,9                | 48                  | 35                  | 13                  | 4000                | 3570                | 430                 |
| 2.º                 | Quimsa                        | 84                  | 78,7                | 47                  | 37                  | 10                  | 3867                | 3522                | 345                 |
| 3.º                 | Boca Juniors                  | 69                  | 64,3                | 42                  | 27                  | 15                  | 3355                | 3181                | 174                 |
| 4.º                 | San Martín (C)                | 76                  | 61,7                | 47                  | 29                  | 18                  | 3489                | 3388                | 101                 |
| 5.º                 | Regatas Corrientes            | 68                  | 65,9                | 41                  | 27                  | 14                  | 3305                | 3023                | 282                 |
| 6.º                 | Gimnasia (Comodoro Rivadavia) | 64                  | 60,0                | 40                  | 24                  | 16                  | 3089                | 2900                | 189                 |
| 7.º                 | Instituto                     | 67                  | 55,8                | 43                  | 24                  | 19                  | 3486                | 3447                | 39                  |
| 8.º                 | Comunicaciones (Mercedes)     | 61                  | 45,2                | 42                  | 19                  | 23                  | 3312                | 3259                | 62                  |
| 9.º                 | Obras Basket                  | 64                  | 60,0                | 40                  | 24                  | 16                  | 3025                | 2974                | 51                  |
| 10.º                | Ciclista Olímpico             | 62                  | 51,2                | 41                  | 21                  | 20                  | 3017                | 2991                | 9                   |
| 11.º                | Platense                      | 61                  | 48,8                | 41                  | 20                  | 21                  | 3142                | 3060                | 82                  |
| 12.º                | Hispano Americano             | 57                  | 42,5                | 40                  | 17                  | 23                  | 3123                | 3206                | –83                 |
| 13.º                | Peñarol                       | 54                  | 42,1                | 38                  | 16                  | 22                  | 2906                | 3067                | –161                |
| 14.º                | Libertad                      | 54                  | 42,1                | 38                  | 16                  | 22                  | 2889                | 2976                | –87                 |
| 15.º                | Argentino (J)                 | 53                  | 39,5                | 38                  | 15                  | 23                  | 3059                | 3201                | –142                |
| 16.º                | La Unión de Formosa           | 53                  | 39,5                | 38                  | 15                  | 23                  | 2941                | 3129                | –188                |
| 17.º                | Oberá TC                      | 51                  | 34,2                | 38                  | 13                  | 25                  | 2824                | 2933                | –109                |
| 18.º                | Ferro (BA)                    | 51                  | 34,2                | 38                  | 13                  | 25                  | 2754                | 2955                | –201                |
| 19.º                | Atenas                        | 53                  | 32,5                | 40                  | 13                  | 27                  | 2970                | 3194                | –224                |
| 20.º                | Bahía Basket (D)              | 44                  | 10,0                | 40                  | 4                   | 36                  | 2964                | 3584                | –620                |

| (C): | Campeón.                                      |
|      | Clasificado a la Liga de Campeones.           |
|      | Clasificado a la Liga Sudamericana de Clubes. |
| (D)  | Equipo descendido de categoría.               |

### Clasificación a competencias internacionales
FIBA BCLA
| San Lorenzo (BA) Campeón | Quimsa Subampeón | Boca Juniors Tercero | Obras Basket Mejor rankeado |

Liga Sudamericana de Clubes
| San Martín (C) Cuarto | Regatas Corrientes Mejor equipo no clasificado | Oberá TC Campeón del Súper 4 de la Liga Argentina 2019-2020 |

## Estadísticas individuales
Estadísticas ordenadas por promedio.
| Al final de la fase regular (3 de abril) Mayor eficiencia Jonatan Slider (Argentino (J)) (36 PJ, 21,3 %) Fernando Zurbriggen (Obras Basket) (38 PJ, 21,2 %) Lisandro Rasio (Ciclista Olímpico) (34 PJ, 20,9 %) Mogga Lado (Hispano Americano) (33 PJ, 20,8 %) Kelsey Barlow (Hispano Americano) (37 PJ, 20,3 %) Más puntos Kelsey Barlow (Hispano Americano) (37 PJ, 678 pts, 18,3 %) Jonatan Slider (Argentino (J)) (36 PJ, 631 pts, 17,5 %) Jordan Adams (Comunicaciones (M)) (24 PJ, 409 pts, 17,0 %) Toni Vicens (Argentino (J)) (32 PJ, 544 pts, 17,0 %) Federico Elías (Bahía Basket) (35 PJ, 587 pts, 16,8 %) Más rebotes (ordenados según promedio de total de rebotes) Mariano Fierro (Comunicaciones (M)) (37 PJ; 354 RT; 241 RD; 6,5 %RD; 113 RO; 3,1 %RO) Néstor Colmenares (Instituto) (33 PJ; 302 RT; 208 RD; 6,3 %RD; 94 RO; 2,8 %RO) Lisandro Rasio (Ciclista Olímpico) (34 PJ; 313 RT; 204 RD; 6,0 %RD; 109 RO; 3,2 %RO) Franco Pennacchiotti (Peñarol) (38 PJ; 321 RT; 264 RD; 6,9 %RD; 57 RO; 1,5 %RO) Fausto Ruesga (Bahía Basket) (33 PJ; 275 RT; 212 RD; 6,4 %RD; 63 RO; 1,9 %RO) Más asistencias Caio Pacheco (Bahía Basket) (30 PJ; 158 as; 5,3 %as) Fernando Zurbriggen (Obras Basket) (38 PJ; 185 as; 4,9 %as) Facundo Vázquez (Platense) (38 PJ; 184 as; 4,8 %as) Jonatan Machuca (San Martín (C)) (25 PJ; 112 as; 4,5 %as) José Vildoza (San Lorenzo (BA)) (32 PJ; 143 as; 4,5 %as) Más robos Andrés Lugli (Platense) (35 PJ; 66 rob; 1,9 %rob) Leandro Vildoza (Regatas Corrientes) (35 PJ; 65 rob; 1,9 %rob) Jordan Adams (Comunicaciones (M)) (24 PJ; 40 rob; 1,7 %rob) Mauro Cosolito (Quimsa) (36 PJ; 61 rob; 1,7 %rob) José Vildoza (San Lorenzo (BA)) (32 PJ; 52 rob; 1,6 %rob) Más tapas/bloqueos Bryan Carabalí (Quimsa) (38 PJ; 80 t; 2,1 %t) Austin Williams (Comunicaciones (M)) (27 PJ; 52 t; 1,9 %t) Diamon Simpson (Quimsa) (31 PJ; 39 t; 1,3 %t) Tonny Trocha (Boca Juniors) (33 PJ; 40 t; 1,2 %t) Robert Battle (Comunicaciones (M)) (28 PJ; 28 t; 1,0 %t) | Al final del torneo Mayor eficiencia Fernando Zurbriggen (Obras Basket) (40 PJ, 21,1 %) Mariano Fierro (Comunicaciones (M)) (41 PJ, 20,6 %) Jonatan Slider (Argentino (J)) (36 PJ, 20,4 %) Mogga Lado (Hispano Americano) (36 PJ, 19,4 %) Lisandro Rasio (Ciclista Olímpico) (37 PJ, 19,2 %) Más puntos Kelsey Barlow (Hispano Americano) (39 PJ, 688 pts, 17,6 %) Jonatan Slider (Argentino (J)) (36 PJ, 631 pts, 17,5 %) Jordan Adams (Comunicaciones (M)) (28 PJ, 476 pts, 17,0 %) Toni Vicens (Argentino (J)) (32 PJ, 544 pts, 17,0 %) Caio Pacheco (Bahía Basket) (32 PJ, 537 pts, 16,8 %) Más rebotes (ordenados según promedio de total de rebotes) Mariano Fierro (Comunicaciones (M)) (41 PJ; 405 RT; 279 RD; 6,8 %RD; 126 RO; 31 %RO) Néstor Colmenares (Instituto) (33 PJ; 302 RT; 208 RD; 6,3 %RD; 94 RO; 2,8 %RO) Lisandro Rasio (Ciclista Olímpico) (37 PJ; 329 RT; 215 RD; 5,8 %RD; 114 RO; 3,1 %RO) Franco Pennacchiotti (Peñarol) (38 PJ; 321 RT; 264 RD; 6,9 %RD; 57 RO; 1,5 %RO) Tavario Miller (Boca Juniors) (40 PJ; 326 RT; 212 RD; 5,2 %RD; 123 RO; 3,0 %RO) Más asistencias Caio Pacheco (Bahía Basket) (32 PJ; 164 as; 5,1 %as) Fernando Zurbriggen (Obras Basket) (40 PJ; 194 as; 4,8 %as) Facundo Vázquez (Platense) (41 PJ; 193 as; 4,7 %as) Nicolás Paletta (Oberá TC) (32 PJ; 136 as; 4,2 %as) José Vildoza (San Lorenzo (BA)) (42 PJ; 177 as; 4,2 %as) Más robos Andrés Lugli (Platense) (38 PJ; 74 rob; 1,9 %rob) Leandro Vildoza (Regatas Corrientes) (38 PJ; 73 rob; 1,9 %rob) Jordan Adams (Comunicaciones (M)) (28 PJ; 47 rob; 1,7 %rob) Mauro Cosolito (Quimsa) (44 PJ; 72 rob; 1,6 %rob) Felipe Pais (La Unión de Formosa) (33 PJ; 52 rob; 1,6 %rob) Más tapas/bloqueos Bryan Carabalí (Quimsa) (46 PJ; 85 t; 1,8 %t) Austin Williams (Comunicaciones (M)) (31 PJ; 39 t; 1,8 %t) Diamon Simpson (Quimsa) (31 PJ; 39 t; 1,3 %t) Tonny Trocha (Boca Juniors) (36 PJ; 39 t; 1,1 %t) Roberto Acuña (Boca Juniors) (35 PJ; 35 t; 1,0 %t) |

## Premios individuales
Para esta temporada, la AdC encuestó a 68 periodistas de todo el país quienes definieron a los jugadores premiados.
| - MVP de la temporada - Fernando Zurbriggen (Obras Basket) - MVP de las Finales de la LNB - José Vildoza (San Lorenzo (BA)) - Mejor árbitro - Fabricio Vito - Revelación/debutante - Franco Pennacchiotti (Peñarol) - Jugador de Mayor Progreso - Matías Solanas (San Martín (C)) - Mejor Sexto Hombre - Manuel Buendía (Boca Juniors) - Mejor Entrenador - Sebastián González (Quimsa) | - Mejor jugador nacional - Fernando Zurbriggen (Obras Basket) - Mejor jugador extranjero - Kelsey Barlow (Hispano Americano) - Mejor jugador U-23 - Fernando Zurbriggen (Obras Basket) - Mejor quinteto de la LNB - B Fernando Zurbriggen (Obras Basket) - E Kelsey Barlow (Hispano Americano) - A Brandon Robinson (Quimsa) - AP Mariano Fierro (Comunicaciones (M)) - P Tayavek Gallizzi (Regatas Corrientes) |